# Haselünne
Haselünne ist eine Stadt im Landkreis Emsland im Hasetal in Niedersachsen.

## Geografie

### Geografische Lage
Haselünne liegt am Fluss Hase im zentralen Teil des Emslandes. Es liegt rund 13 Kilometer östlich der Kreisstadt Meppen und rund 20 Kilometer nordöstlich von Lingen (Ems) entfernt.

### Nachbargemeinden
Haselünne grenzt im Norden an Klein Berßen, Groß Berßen und Lähden, im Osten an Herzlake und Dohren, im Süden an Lengerich, Gersten und Bawinkel und im Westen an Geeste und Meppen.

### Stadtgliederung
Die Stadt Haselünne ist eine Einheitsgemeinde umfasst neben der Kernstadt die Ortschaften Andrup, Bückelte, Dörgen, Eltern, Flechum, Hamm, Huden, Hülsen, Klosterholte, Lage, Lahre, Lehrte, Lohe, Lotten und Westerloh.

### Klima
Gemäßigtes Seeklima beeinflusst durch feuchte Nordwestwinde von der Nordsee. Im langjährigen Mittel erreicht die Lufttemperatur in Haselünne 8,5–9,0 °C und es fallen ca. 700 mm Niederschlag. Zwischen Mai und August kann mit durchschnittlich 20–25 Sommertagen (klimatologische Bezeichnung für Tage, an denen die Maximaltemperatur 25 °C übersteigt) gerechnet werden.

## Geschichte

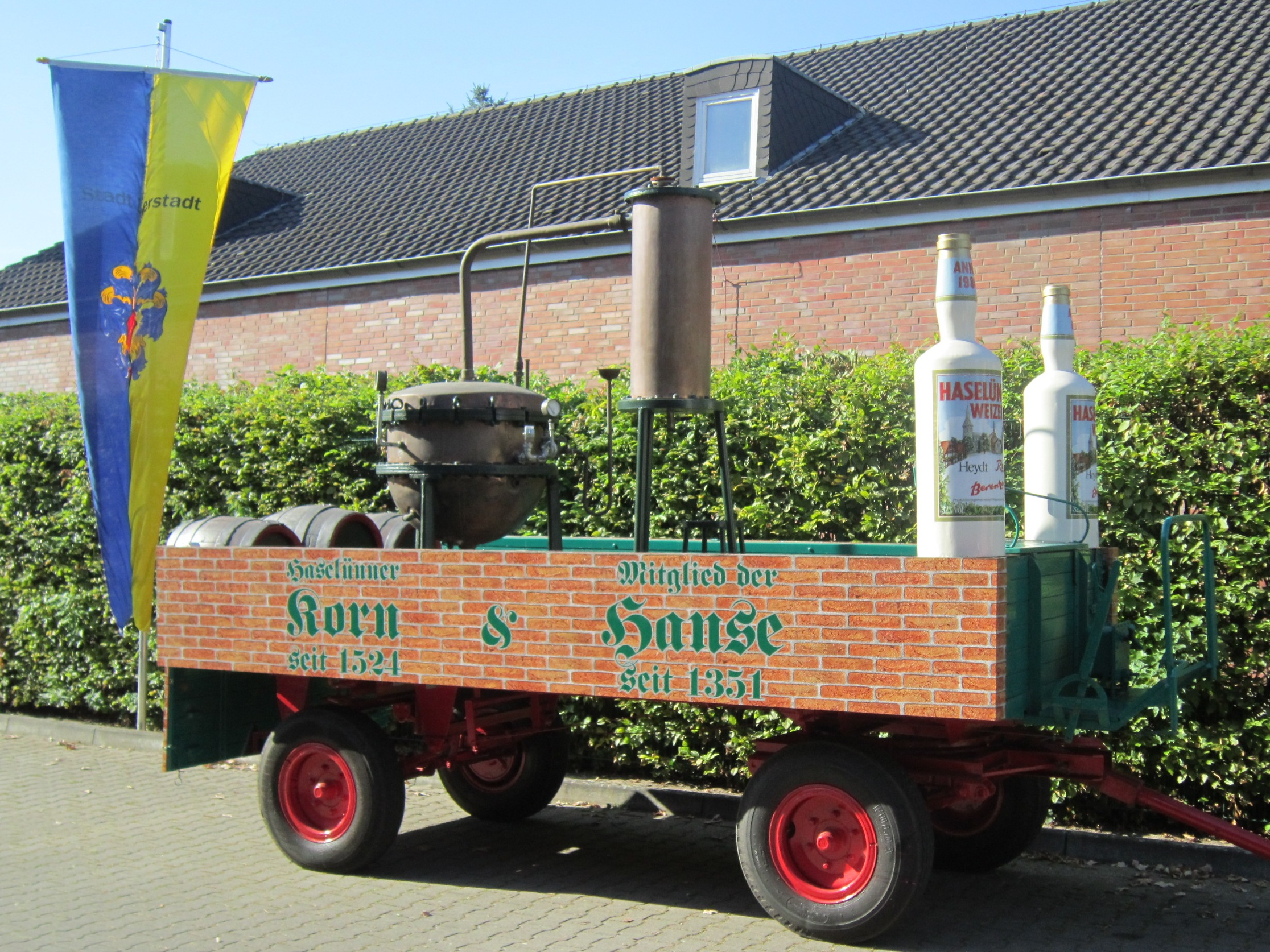
Darstellung der Haselünner Wirtschaftsgeschichte auf dem Historischen Korn- und Hansemarkt

Bodenfunde und Hünengräber weisen auf eine Besiedelung im heutigen Stadtgebiet von Haselünne in der jüngeren Steinzeit hin. Der Wohnplatz Haselünne-Dörgen wurde 1935 von F. Wolf im Bereich einer Sandentnahmestelle entdeckt. Um 500 n. Chr. befand sich ein sächsischer Haupthof im Raum der heutigen Hofstätte. Im nahen Flusslauf wurde durch Einlegen von Rundhölzern eine Furt errichtet. Diese Rundhölzer hießen „lunni“ und sie gaben dem Ort den Namen „Lunni“, „Lunne“ und mit der Flussbezeichnung „Hassa“ = dunkles Wasser = Hase schließlich den Namen Haselünne.
834 hatte Kaiser Ludwig der Fromme, Nachfolger und Sohn Karls des Großen, dem Kloster Corvey Meppen mit allem Zubehör geschenkt. Hierzu zählte auch die Kirche mit dem Haupthof Lunni. Um das Jahr 1000 wird mehrfach der Herrenhof Lunni in den Corveyschen Abgaberegistern genannt. In derselben Zeit wird Haselünne urkundlich „oppidum“ genannt, das mit „Wigbold“ = befestigter Handelsplatz zu übersetzen ist. Mit der Bezeichnung „oppidum“ sollte die überörtliche Bedeutung des Ortes herausgestellt werden. Um 1130 fiel der Hof Lunni im Erbgang an die Grafen von Vechta-Ravensburg. Diese gründeten auf dem Gelände des Hofes eine Burg zur Sicherung ihrer Besitzungen im Emsland und des hiesigen Übergangs über die Hase. Erstmals erwähnt wird die Burg „tho Lünne“ 1238 im Verlobungsvertrag zwischen Graf Heinrich von Tecklenburg und Jutta von Ravensberg. Die Burg lag nördlich der Kirche ungefähr im Bereich des heutigen Platzes „Hopfenmarkt“. Bei Bauarbeiten konnte dort ein Graben von 5–7 m Breite auf einer Länge von 40 m festgestellt werden.
1252 kaufte der Bischof von Münster die Besitzungen der Ravensburger. Die Stadtrechte, die Haselünne schon vor 1250 erhalten hatte, wurden am 25. März 1272 vom Bischof von Münster urkundlich „erwähnt und erneuert“. Die Stadt gehörte zu dem Bund der Städte zwischen Rhein und Elbe, der 1268 gegründet wurde, um sich gegenseitig gegen Störenfriede des Handels zu schützen und zu verteidigen. Dieser Bund erweiterte sich später zur Hanse (1351 urkundliche Erwähnung). 550 Jahre gehörte Haselünne zum Niederstift des Hochstifts Münster.
Nachdem die Burg durch die Befestigung der Stadt ihre Bedeutung verloren hatte, übertrug sie Bischof Ludwig II. von Münster am 18. Dezember 1319 den Bürgern von Haselünne. In der Folge wurde sie aufgegeben, die Burgmannen bekamen aber 1346/47 die Erlaubnis, innerhalb der Stadt befestigte Sitze anzulegen. Der Haupthof des Bistums Münster bestand auch nach der Aufgabe der Burg weiter.
Am 25. Februar 1803 wurden die geistlichen Fürstentümer durch den Reichsdeputationshauptschluss aufgelöst. Haselünne gelangte unter die Herrschaft des Herzogs von Arenberg. 1826 ging die Landeshoheit auf das Königreich Hannover über. Nach dem Krieg zwischen Preußen und Österreich im Jahre 1866 („Deutscher Krieg“) fiel das Königreich Hannover (und damit auch Haselünne) an Preußen. Seit 1946 gehört die Stadt zum Land Niedersachsen.
Im Jahre 1977 ging auch Haselünne an den damals aus den Altkreisen Aschendorf-Hümmling, Meppen und Lingen (Ems) gegründeten Landkreis Emsland.

### Historische Daten
- 1025: Haselünne erhält das Marktrecht
- 1252: Der Bischof von Münster kauft die Besitzungen der Ravensberger, Haselünne gehörte nun zum Niederstift Münster.
- 1272: Der Bischof von Münster erneuert die Stadtrechte, die Haselünne schon vorher erhalten hatte.
- 1319: Bischof Ludwig II. von Münster übergibt die bischöfliche Burg den Bürgern von Haselünne. In der Folge wird sie aufgegeben, die Burgmannen siedeln sich in der Stadt an.
- 1351: Aufnahme der Stadt in die Hanse.
- 1636: Schlacht bei Haselünne im Dreißigjährigen Krieg
- 1733: Am 11. Juli werden 45 Gebäude durch einen Brand zerstört.
- 1751: Erneuter Stadtbrand, bei dem 51 Häuser eingeäschert werden.
- 1798: Am 18. Oktober bricht im Hause des Prokurators Anton Pattkamp an der Hasestraße ein Feuer aus, das auf die Achterstraße, die Steintorstraße und den Markt übergreift. Etwa 80 Häuser werden ein Raub der Flammen. Rathaus und Apotheke können gerettet werden.
- 1803: Das Hochstift Münster wird auf Grund der Beschlüsse des Reichsdeputationshauptschlusses aufgelöst. Das Amt Meppen und damit auch Haselünne geht an den Herzog von Arenberg als Ersatz für den Verlust seiner linksrheinischen Gebiete.
- 1810: Haselünne wird Teil des französischen Kaiserreichs.
- 1815: Die Landeshoheit geht auf das Königreich Hannover über.
- 1849: Bei dem großen Stadtbrand vom 10. August werden 101 Häuser vernichtet
- 1866: Das Königreich Hannover, und damit Haselünne, wird preußisch.
- 1894: Die Meppen-Haselünner Eisenbahn eröffnet die namensgebende Eisenbahnstrecke von Meppen nach Haselünne
- 9. April 1945: westalliierte Truppen besetzen Haselünne.[2]
- 1946: Die Stadt gehört zum neu gebildeten Land Niedersachsen.
- 1977: Bei der niedersächsischen Kreisreform werden am 1. August die ehemaligen Landkreise Lingen, Meppen und Aschendorf-Hümmling zum Landkreis Emsland vereinigt.

### Eingemeindungen

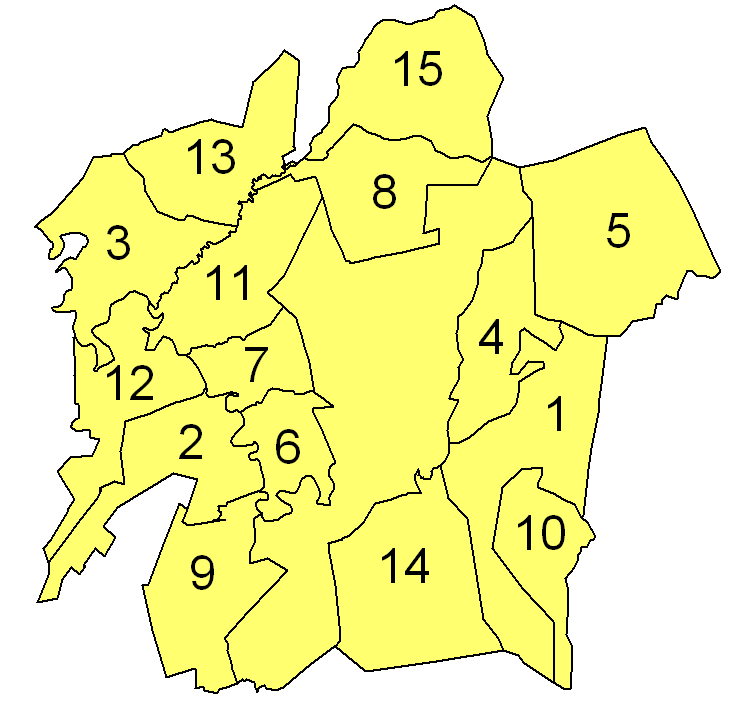
Stadtgebiet von Haselünne

Am 1. März 1974 wurden die folgenden Orte eingemeindet:
| 1. Andrup (397) 2. Bückelte 3. Dörgen (139) 4. Eltern (764) 5. Flechum (522) 6. Hamm (80) 7. Huden (130) 8. Hülsen (148) | 1. Klosterholte 2. Lage (183) 3. Lahre 4. Lehrte (573) 5. Lohe (272) 6. Lotten 7. Westerloh (332) |

### Herkunft und Bedeutung der Namen
- Bückelte: Der Name des Ortes hieß in alter Zeit Boclithi, was buchenbestandener Abhang bedeutet; „lithi“ findet sich sowohl als Bestimmungswort wie als Grundwort und bedeutet abhängendes Gelände.
- Dörgen: „ing“, „ingen“ bedeutet herkommend, abstammend von …‚ scheint aber auch für Häusergruppen verwendet zu sein. Um 1000 Daringon oder Deringon. Es ist aber nicht ausgeschlossen, dass hier ein alter Personenname zugrunde liegt.

## Religion
Laut dem Zensus aus dem Jahr 2022 waren 66 % der Einwohner römisch-katholisch und 12 % evangelisch. Weitere Unterscheidungen wurden im Zensus nicht veröffentlicht.

## Politik

### Rat
Der Rat der Stadt Haselünne besteht aus 30 Ratsfrauen und Ratsherren. Dies ist die festgelegte Anzahl für eine Stadt mit einer Einwohnerzahl zwischen 12.001 und 15.000 Einwohnern. Die 30 Ratsfrauen und Ratsherren werden durch eine Kommunalwahl für jeweils fünf Jahre gewählt.
Stimmberechtigt im Rat ist außerdem der hauptamtliche Bürgermeister Werner Schräer (CDU).
- SPD: 8
- Grüne: 2
- FDP: 3
- Unabh.: 1
- CDU: 16

Die Ratswahl vom 12. September 2021 führte bei einer Wahlbeteiligung von 64,32 % zu folgendem Ergebnis:
| Liste                         | Stimmenanteil | +/−         | Sitze |
| CDU                           | 51,52 %0      | − 15,58 %p0 | 16    |
| SPD                           | 27,65 %0      | − 3,63 %p   | 8     |
| FDP                           | 8,97 %        | + 8,97 %p   | 3     |
| Grüne                         | 8,93 %        | + 8,93 %p   | 2     |
| Einzelbewerberin Karin Peters | 2,45 %        | + 2,45 %p   | 1     |

Die Wahlperiode begann am 1. November 2021 und endet am 31. Oktober 2026.

### Bürgermeister
Hauptamtlicher Bürgermeister der Stadt Haselünne ist Werner Schräer (CDU). Bei der letzten Bürgermeisterwahl 2019 wurde er im ersten Wahlgang mit 80,87 Prozent der Stimmen gegen Hannah Vergeld (parteilos) gewählt. Die Wahlbeteiligung lag bei 64,67 Prozent.
Bürgermeister von Haselünne
- seit 2004: Werner Schräer (CDU)
- 1994–2004: Bernd Wehrs (CDU)[8]
- 1981–1991: Friedrich Berentzen (CDU)
- 1944–1945: Arthur Kretzschmar (NSDAP)
- 1935–19.. ; Bernhard Stolte[9]
- 1933–1935: Heinrich Heydt (NSDAP)[10]
- 1916–1933: Clemens Rau[11]

### Wappen
| Wappen, Stadt Haselünne | Blasonierung: Das Wappen der Stadt Haselünne zeigt ein Schild mit zwei roten waagerechten Balken auf goldenem Grund, der auf eine am Rande verschnörkelte Schildplatte aufgelegt ist, die von der Figur des Heiligen Paulus gehalten wird, dessen Rechte ein nach oben weisendes Schwert umfasst. Die heraldisch korrekte Blasonierung lautet: „Das Wappen der Stadt Haselünne zeigt hinter einem grünen Hochrenaissance Schild; darauf ein kleiner goldener (gelber) Schild, belegt mit zwei roten Balken, den hl. Paulus im blauen Gewand und goldenem (gelbem) Nimbus, in der Rechten ein silbernes (weißes) Schwert.“ Kaiser Friedrich II. hat unter den Grafen Hermann und Otto von Ravensberg Haselünne um 1230/1240 die Privilegien einer Stadt verliehen. Graf Otto von Ravensberg starb 1238. Seine Gemahlin Jutta, eine geborene Oldenburgerin, erbte unter anderem die Stadt Haselünne. Jutta fühlte sich mehr als Oldenburgerin und führte das fünffach geteilte oldenburgische Balkenwappen ein. Im Jahre 1252 verkaufte Jutta von Ravensberg die Stadt Haselünne an den Fürstbischof von Münster. Dieser bestätigte 1272 die Stadtrechte und befahl, St. Paulus im Stadtwappen zu führen. Offensichtlich haben die Haselünner dies aber lange Zeit ignoriert, denn nachweislich erscheint der hl. Paulus erst 1760 im Wappen der Stadt. |

### Flagge
| Banner, Stadt Haselünne | Die Farben der Stadt Haselünne sind „Blau-weiß“. Das Banner ist blau-weiß-blau im Verhältnis 1:2:1 längsgestreift mit dem aufgelegten Wappen oberhalb der Mitte. |

### Städtepartnerschaften
Haselünne listet folgende beiden Partnerstädte auf:
| Stadt                | Land        | seit |
| -------------------- | ----------- | ---- |
| Elburg               | Niederlande | 1989 |
| Saint-Flour (Cantal) | Frankreich  | 1992 |

## Kultur und Sehenswürdigkeiten

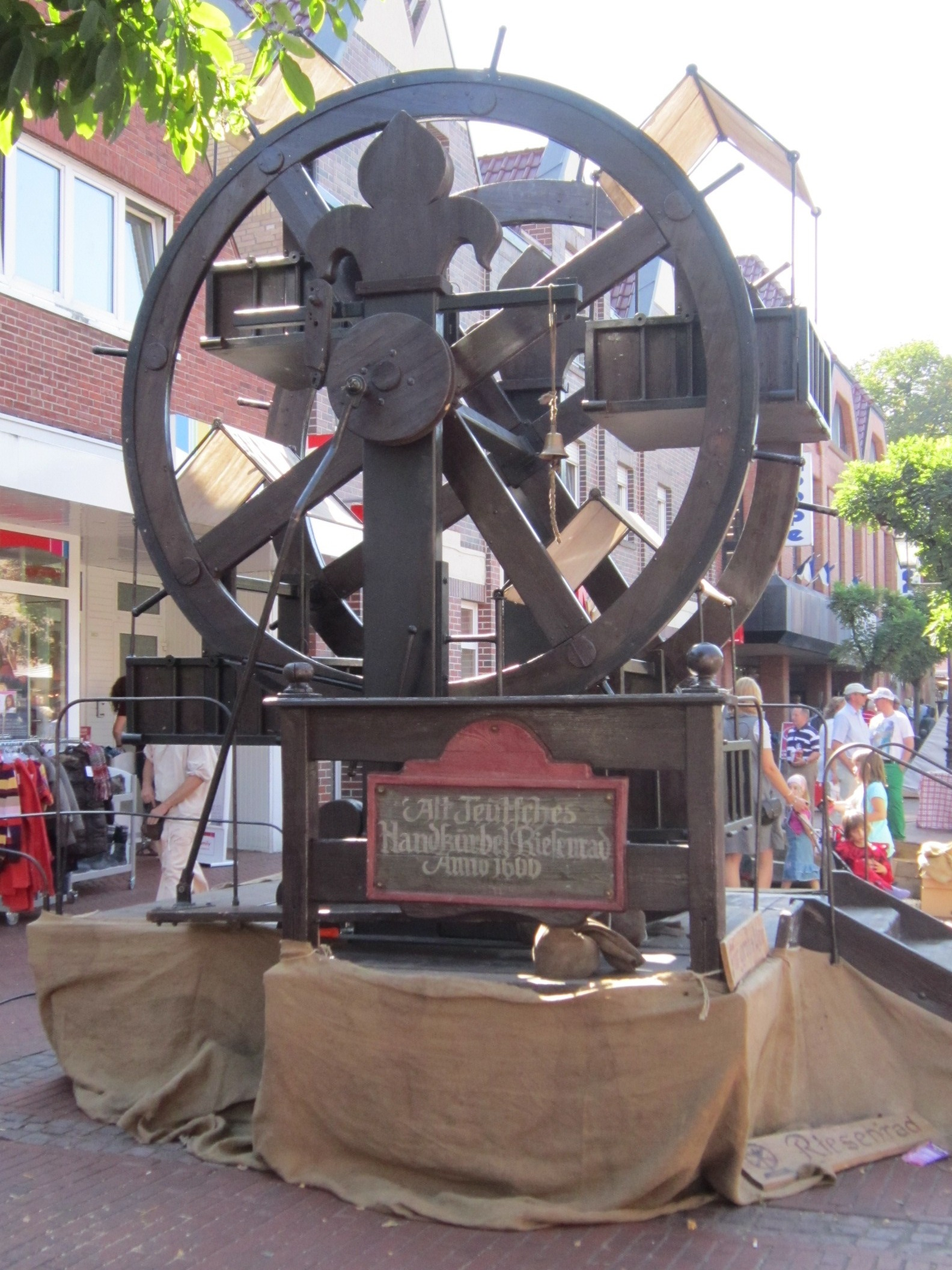
Riesenrad im Stil der Zeit um 1600 auf dem Historischen Korn- und Hansemarkt

### Museen
- Heimatmuseum
- Brennereimuseum

### Bauwerke

#### St.-Vincentius-Kirche
Die St.-Vincentius-Kirche ist eine dreischiffige spätgotische Hallenkirche und entstand vermutlich im letzten Drittel des 15. Jahrhunderts. Ältestes Ausstattungsstück ist der in das 13. Jahrhundert gehörende romanische Taufstein vom Bentheimer Typ, der von vier Löwen getragen wird. Zur weiteren Ausstattung gehören die Epitaphe der alten Burgmannsgeschlechter, Kronleuchter, barocke Gemälde, eine wertvolle Pieta, ein 5 m großes Triumphkreuz und eine Orgel aus der Werler Orgelbauwerkstätte Stockmann.

#### Klarissenkloster
Im Jahr 1652 siedelten sich die ersten Klarissen in Haselünne an und begannen mit dem Unterricht von Mädchen. Da die Räume des Klosters bald zu eng wurden, begannen sie bereits kurze Zeit später, ab 1668, den Neubau eines Klosters in der Neustadt. Als nach dem Ende des Hochstifts Münster das Kloster mitsamt der Mädchenschule aufgelöst werden sollte, überzeugten die Haselünner Bürger den neuen Landesherren, Schule und Kloster zu erhalten. Von dem in der Neustadt errichteten Klarissenkloster blieb lediglich die 1685 geweihte Klosterkirche erhalten. Es handelt sich um eine Saalkirche mit polygonalem Chor, die ursprünglich von einem Dachreiter bekrönt wurde. 1906 wurde dieser von dem bestehenden Turm abgelöst. Von der barocken Innenausstattung blieben nur einige Stücke erhalten, die sich heute in St. Vincentius befinden. Zwischen 1960 und 1966 enthielt die Kirche eine Neuverglasung, die von dem aus Angelmodde stammenden Künstler Vinzenz Pieper geschaffen wurde. An der Stelle der Klostergebäude dehnt sich heute der umfangreiche Komplex Kreisgymnasium St. Ursula aus. Am Nonnenwall sind noch Teile der Klostermauer zu sehen, die wohl auf den Fundamenten der ersten Stadtbefestigung errichtet wurde.
Das am Marktplatz gelegene Alte Rathaus wurde 1850 von dem Architekten Josef Niehaus im Rundbogenstil erbaut. Der später veränderte Backsteinbau wurde 1989 in seiner ursprünglichen Form wiederhergestellt.

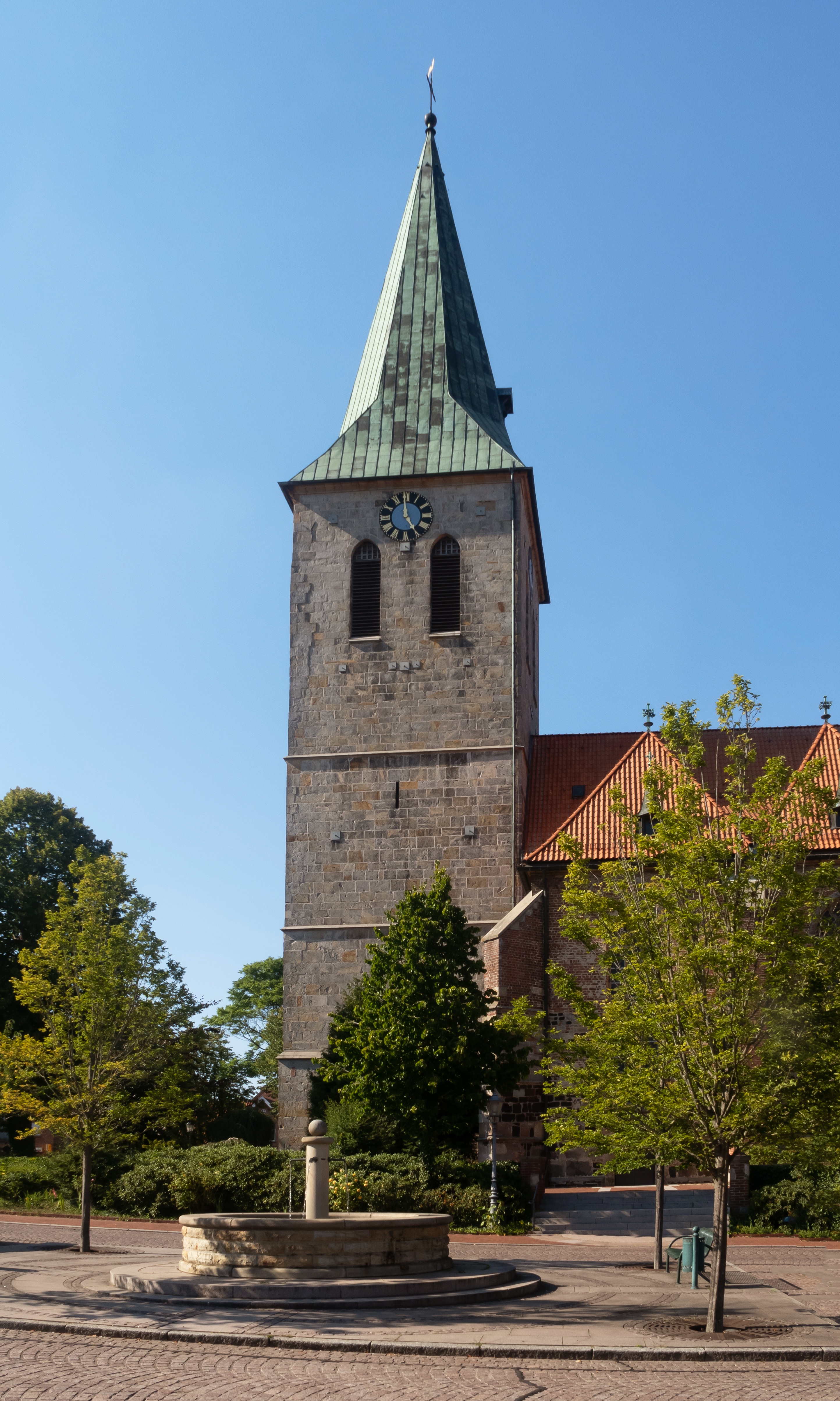
St.-Vincentius-Kirche
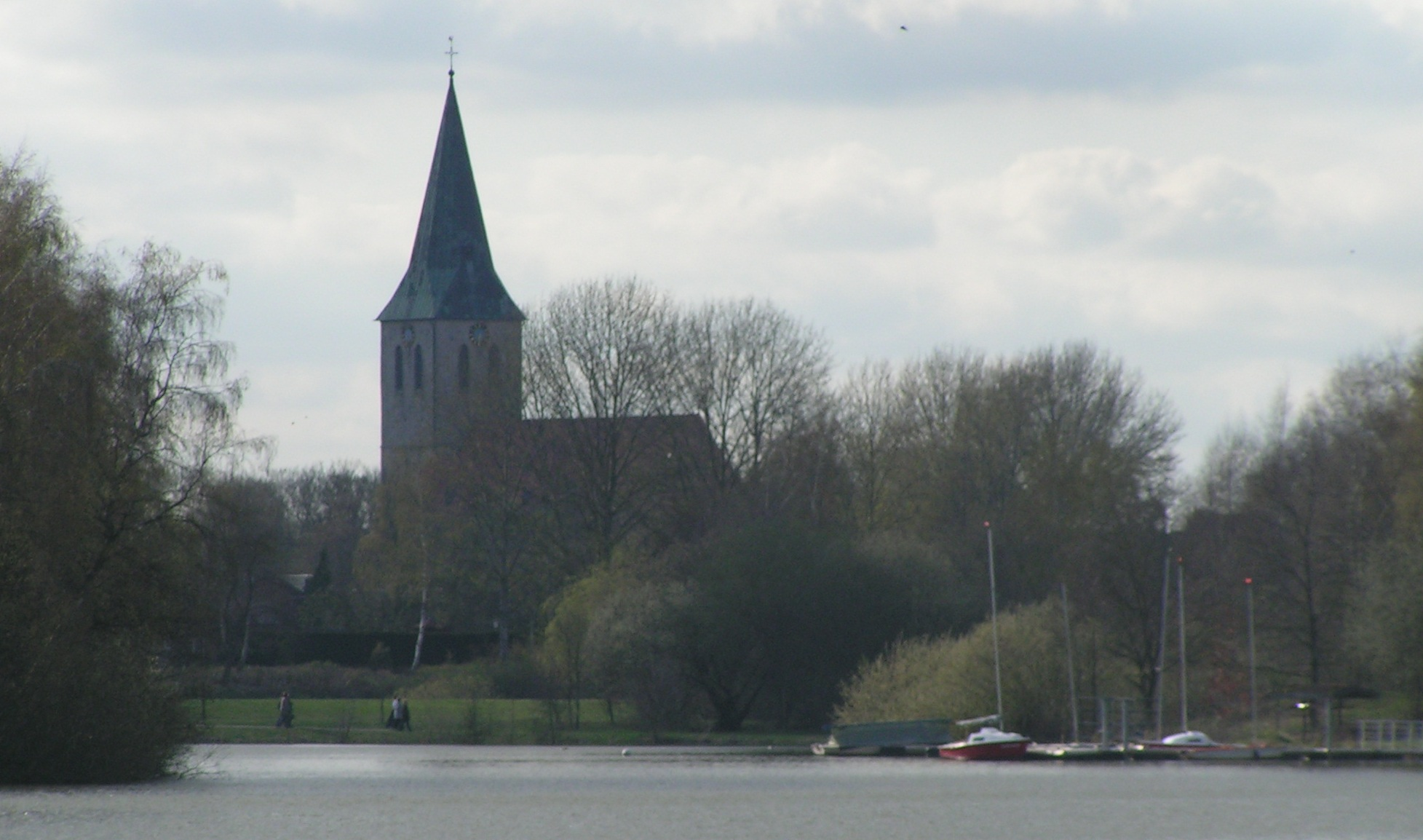
Blick über den Hasesee auf St. Vincentius
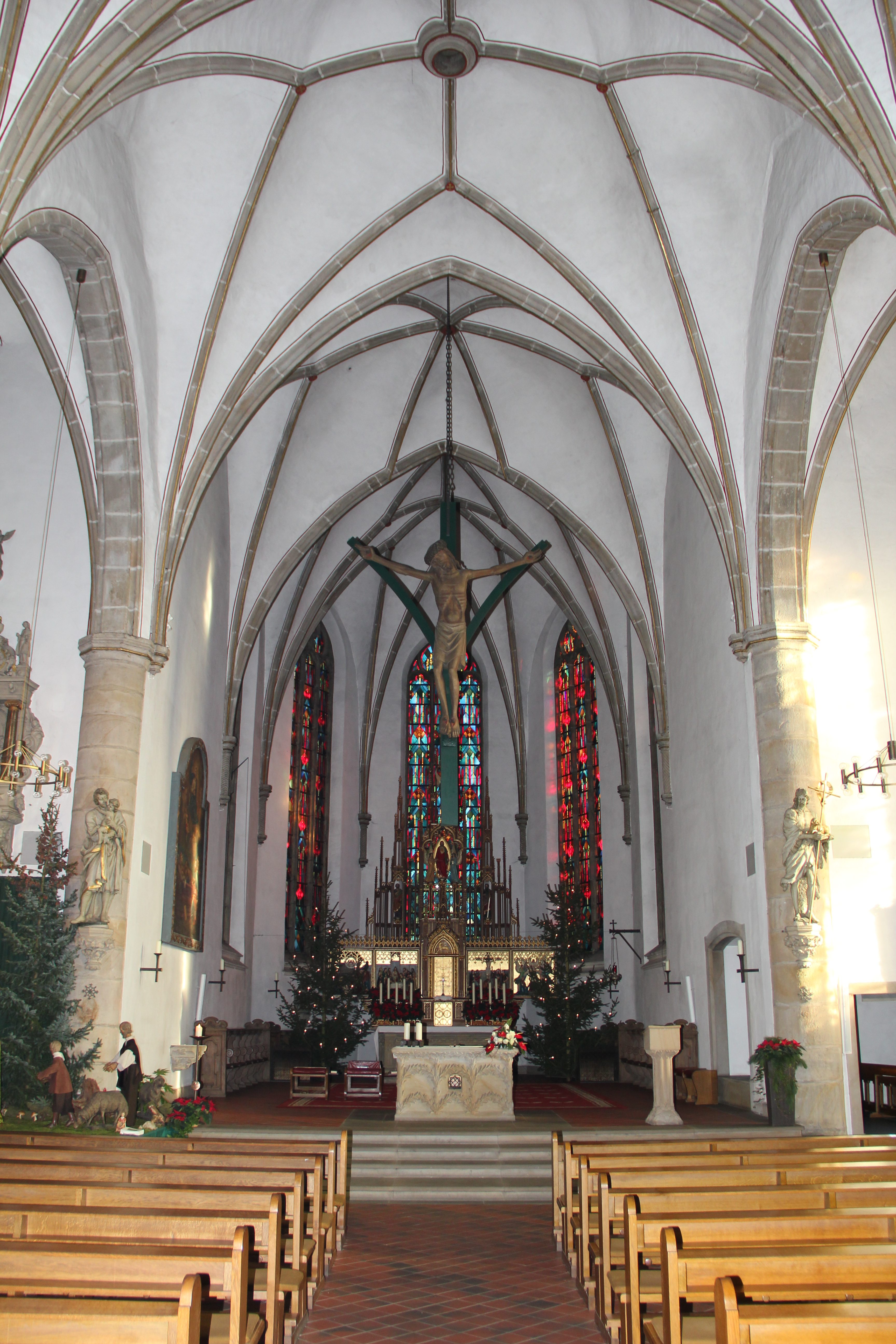
Innenansicht St. Vincentius
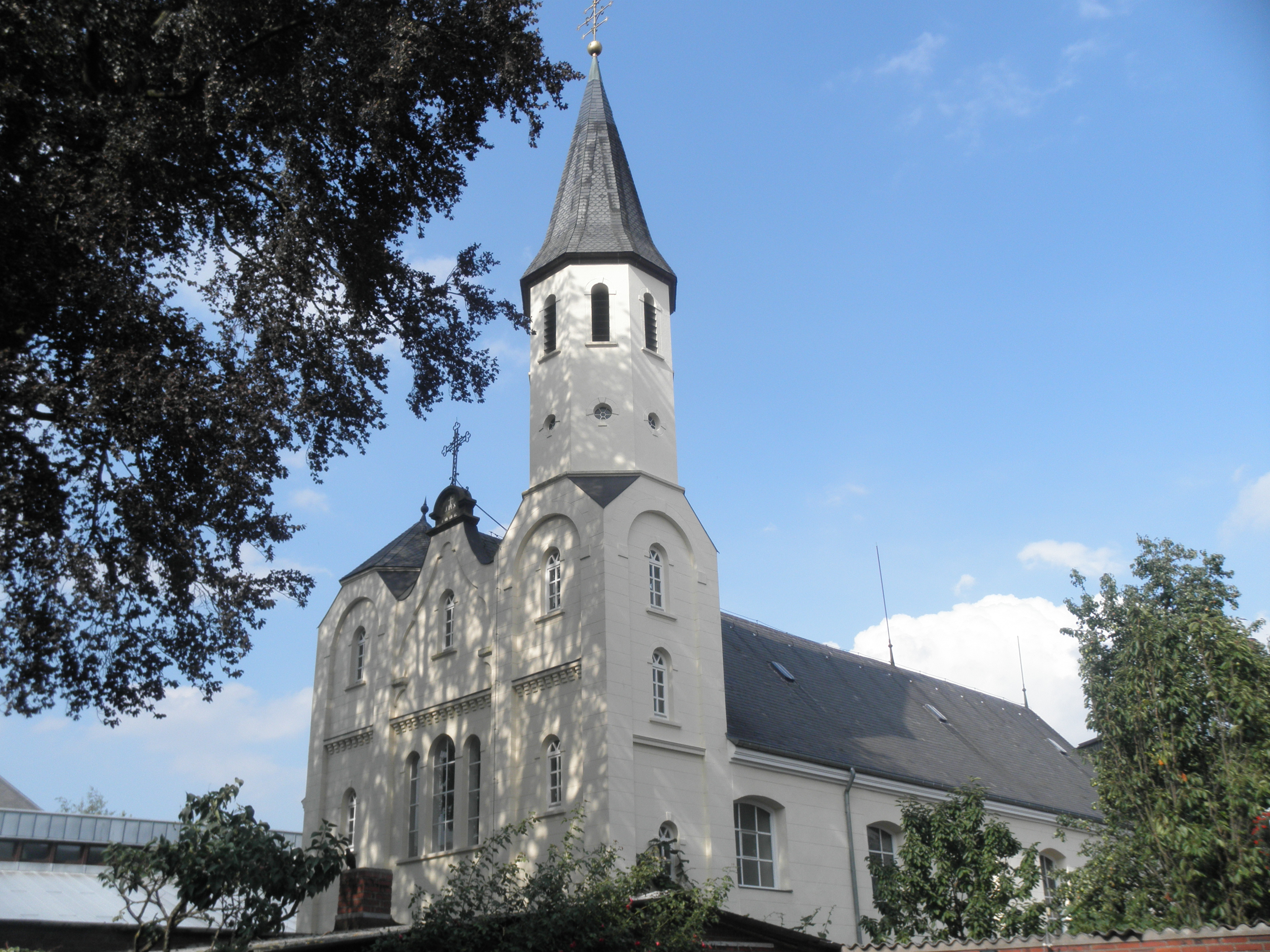
Klosterkirche
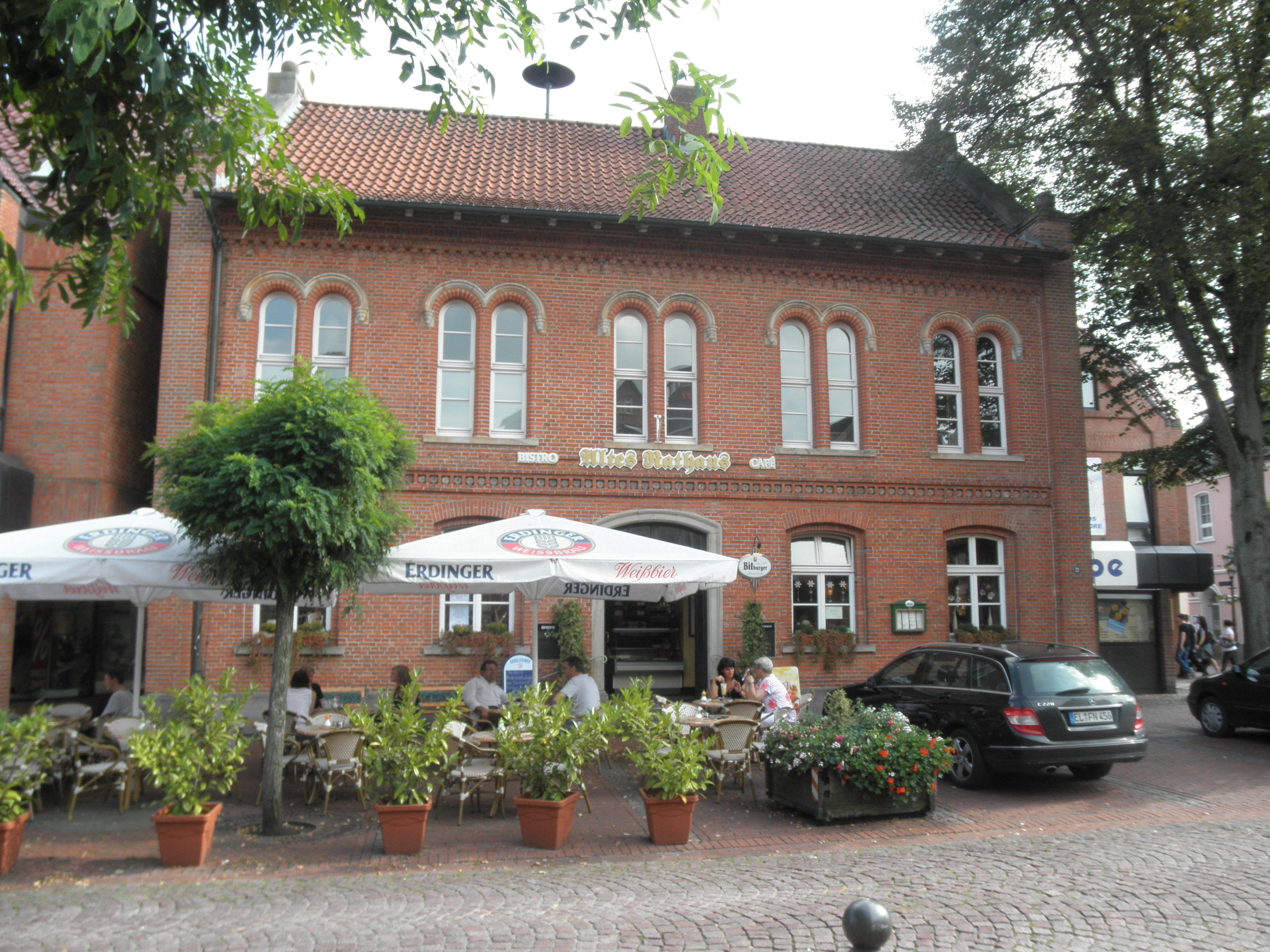
Altes Rathaus

#### Burgmannshöfe
Nach der Aufgabe der Landesburg des Hochstifts Münster in Haselünne 1319 erlaubte Bischof Ludwig II. von Münster 1346/47 den ritterlichen Burgmannen, sich innerhalb der Stadt anzusiedeln. So entstanden eine große Anzahl von Burgmannshöfen, insgesamt 22 sind nachgewiesen – eine in Deutschland selten erreichte Zahl. Vergleichbar sind etwa die Quakenbrücker Burgmannshöfe. Nur ein geringer Teil der Adelshöfe ist heute noch vorhanden, viele wurden bei den Stadtbränden von 1798 und 1849 zerstört. Die erhaltenen konzentrieren sich vor allem auf den Bereich der Ritterstraße.

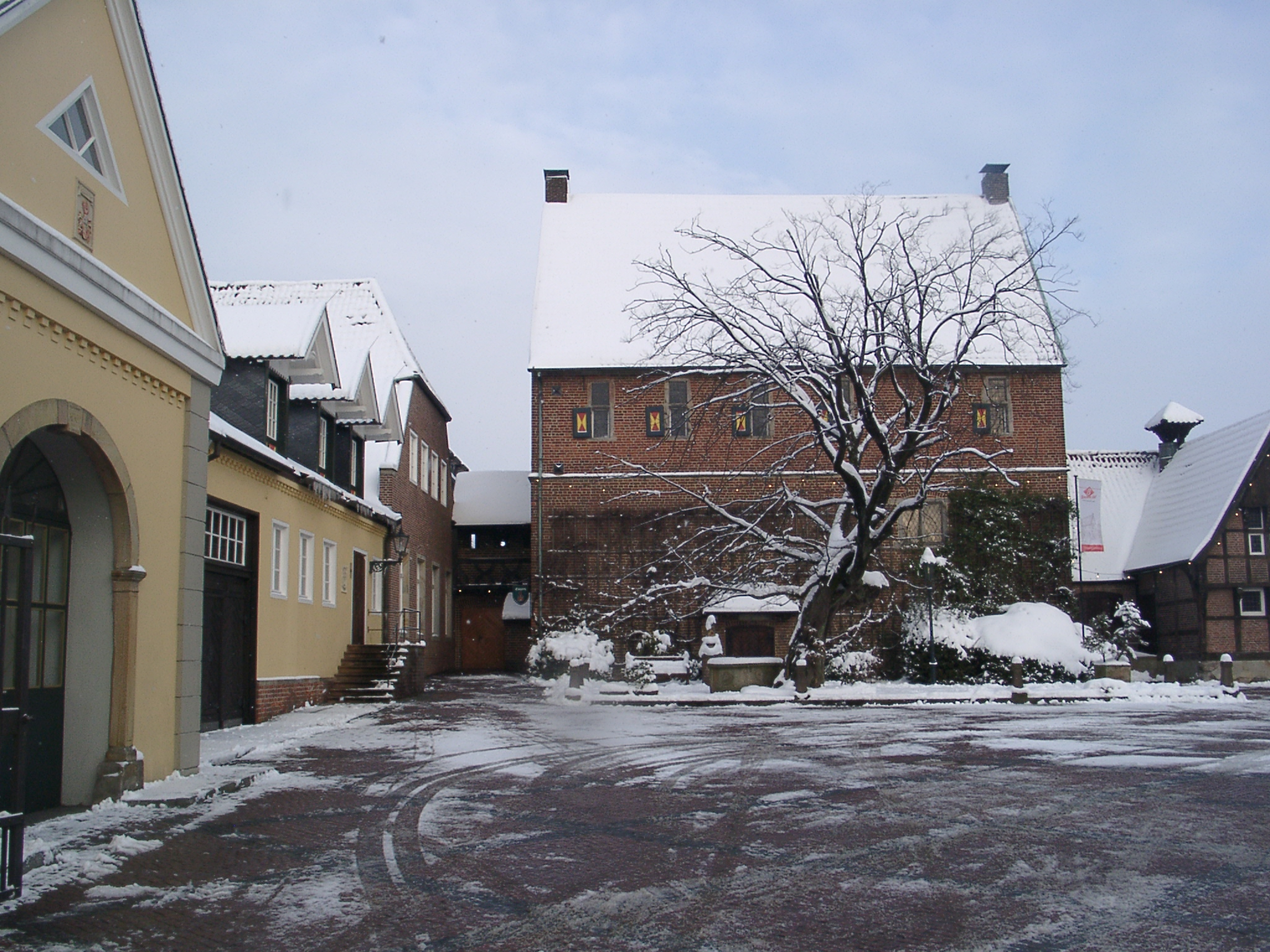
Westerholt'scher Burgmannshof

- Westerholt'scher BurgmannshofBesonders gut erhalten ist das dreigeschossige Steinwerk des Westerholt'schen Burgmannshofs (Ritterstraße 7), der zu den bedeutendsten mittelalterlichen Profanbauten des Emslandes zählt. Der aus Findlingen und Ziegeln erstellte Bau mit Treppenturm an der Westseite enthält im Erdgeschoss einen großen Saal mit spätgotischem Sandsteinkamin vom Ende des 15. Jahrhunderts, an dem die Wappen des Roloff von Langen und seiner Frau angebracht sind. Rechts vom Kamin ist in der Wand eine Altarnische eingelassen, deren Sandsteineinfassung in einen gotischen, profilierten Eselsrücken ausläuft. Im Westgiebel des Obergeschosses befindet sich eine von schweren Sandsteinen eingerahmte Vertiefung. Hier war eine Tür, von der man auf den Wehrgang der Stadtmauer gelangen konnte. Gertrud von Schatte († nach 1440) brachte den Burgmannshof sowie die Schwakenburg bei Andrup in ihre Ehe mit dem Burgmann Engelbert I. von Langen zu Kreyenborg ein. Rudolf von Langen zu Schwakenburg und Haselünne († 1610) hinterließ den Hof seiner Frau Margarethe von Hake (Epitaph in der St. Vincentius-Kirche), deren Nichte Johanna Elisabeth von Hake den Langen’schen Burgmannshof sowie die Schwakenburg dann an ihren Ehemann Michael Wilhelm Kobolt von Tambach († 1667) brachte. Später kam er an den Bentheimer Drosten Burkhard von Westerholt. Nach erneuten Besitzwechseln im 19. Jahrhundert ging das Anwesen 1893 an die Berentzen Brennereien über, die den alten Adelshof jüngst restaurierte und für Erlebnisgastronomie nutzt. Er kann im Rahmen einer Führung durch das Stammhaus besichtigt werden.
- Weiter östlich, in der Ritterstraße 9, liegt der Hof von Dwingelo, dessen Eigentümer, die Herren von Dwingelo, seit 1446 zur Burgmannschaft gehörten. 1761 gelangte das Anwesen an die Familie von der Hude. Am Außenbau ist eine 1758 bezeichnete Sonnenuhr angebracht.
- Die Fundamente des Hüntelhofs (Ritterstraße 5) sollen im Kern noch auf das 14. Jahrhundert zurückgehen, 1644 ist in ihm noch ein Bergfried bezeugt. Der Sitz wurde erstmals im Jahr 1590 erwähnt, als er im Besitz des Claus von Langen auf Westkreyenborg war. 1664 wurde der Hof mit Bergfried an den Lingener Rentmeister Adrian Pinninck verkauft. Nach seinem Tod 1679 ging er an den Arzt Caspar Buchholz über. Nach zahlreichen weiteren Besitzerwechseln, unter anderem an die namensgebende Familie von Hüntel, ist er heute im Besitz der Familie Berentzen.
- Der Schwenke'sche Hof des Johann von Schwenke hat sich vermutlich in der Hasestraße 19 befunden. Bis zur Fertigstellung des Klarissenklosters in der Neustadt diente das Haus zwischen 1652 und 1669 den Nonnen als Unterkunft.[15] Im 18. Jahrhundert gelangte das Gebäude in den Besitz des Kaufmanns und Bürgermeisters Anton Niehaus. Später wurde es als Küsterwohnung genutzt. Der stark veränderte Fachwerkbau, dessen Giebel über Volutenknaggen vorkragt, erhebt sich über einem älteren Steinkeller. Das Fachwerk im Giebeldreieck dürfte aus dem späten 17. oder dem 18. Jahrhundert stammen, der linke Anbau aus der Zeit um 1800.
- Der Burgmannshof Lindenberg (Steintorstraße 7) ist ein eingeschossiger Backsteinbau mit hohem Mansarddach und Mittelrisalit. Er kam später an einen Weinhändler aus der im Emsland bedeutenden Familie Russell. Das Haus, das im Hinterhof über einen achteckigen Treppenturm verfügt, wurde 1979 mit Nebengebäuden zum Burghotel Haselünne umgebaut, das gut erhaltene Innere mit ovalem Festsaal wird heute gastronomisch genutzt.
- Das schräg gegenüber gelegene Haus Wiedehage (Steintorstraße 9) ist ähnlich gestaltet und verfügt noch über eine historische Treppe.
- Der Burgmannshof von Langen-Kreyenborg (Steintorstr. 9) wurde durch Engelbert von Langen zu Kreyenborg, Richter in Haselünne, erbaut, nachdem er 1580 die zwei Häuser des Jürgen Sander am Steintor erworben hatte. Auf den Grundstücken ließ er ein „adliges Freihaus“ errichten. Seine Nachkommen veräußerten bereits 1631 das Anwesen an den Bürger Franz Nelling; es folgten 1657 war der münsterische Obristleutnant Claudius de la Roche, dann seine Nichte Regina und deren Gemahl Kapitän Anton Franz von Niemeyer, 1716 durch Kauf Dr. jur. Peter Marcell Riccius. Sein Sohn, der Richter G.A. Riccius, verkaufte das Anwesen an den Kaufmann Adrian Wilhelm Buchholz aus Amsterdam für 1600 Taler. 1797 erwarb es der Kaufmann Alexander Többen aus Herzlake, beim Großbrand von 1798 wurde der Rittersitz ein Raub der Flammen. Anschließend neu erbaut, erwarb 1888 der Gastwirt Salfeld das Gebäude. Nach dessen Tod heiratete seine Witwe den Kaufmann Anton Wiedehage. Seine Tochter Margret erbte das Haus und vermählte sich mit dem Kaufmann Werner Goldschmidt. Von ihm erwarb die Kaufmannsfamilie I.B. Berentzen im Jahre 1969 den ehemaligen Adelshof, der zum Restaurant „Jagdhaus Wiedehage“ wurde.
- An der Steintorstraße liegen ferner zwei Wohnbauten, die ebenfalls auf den Fundamenten zweier, beim Stadtbrand von 1798 vernichteter Höfe entstanden. Beide sollen nach Plänen des arenbergischen Bauinspektors August Reinking errichtet worden sein.

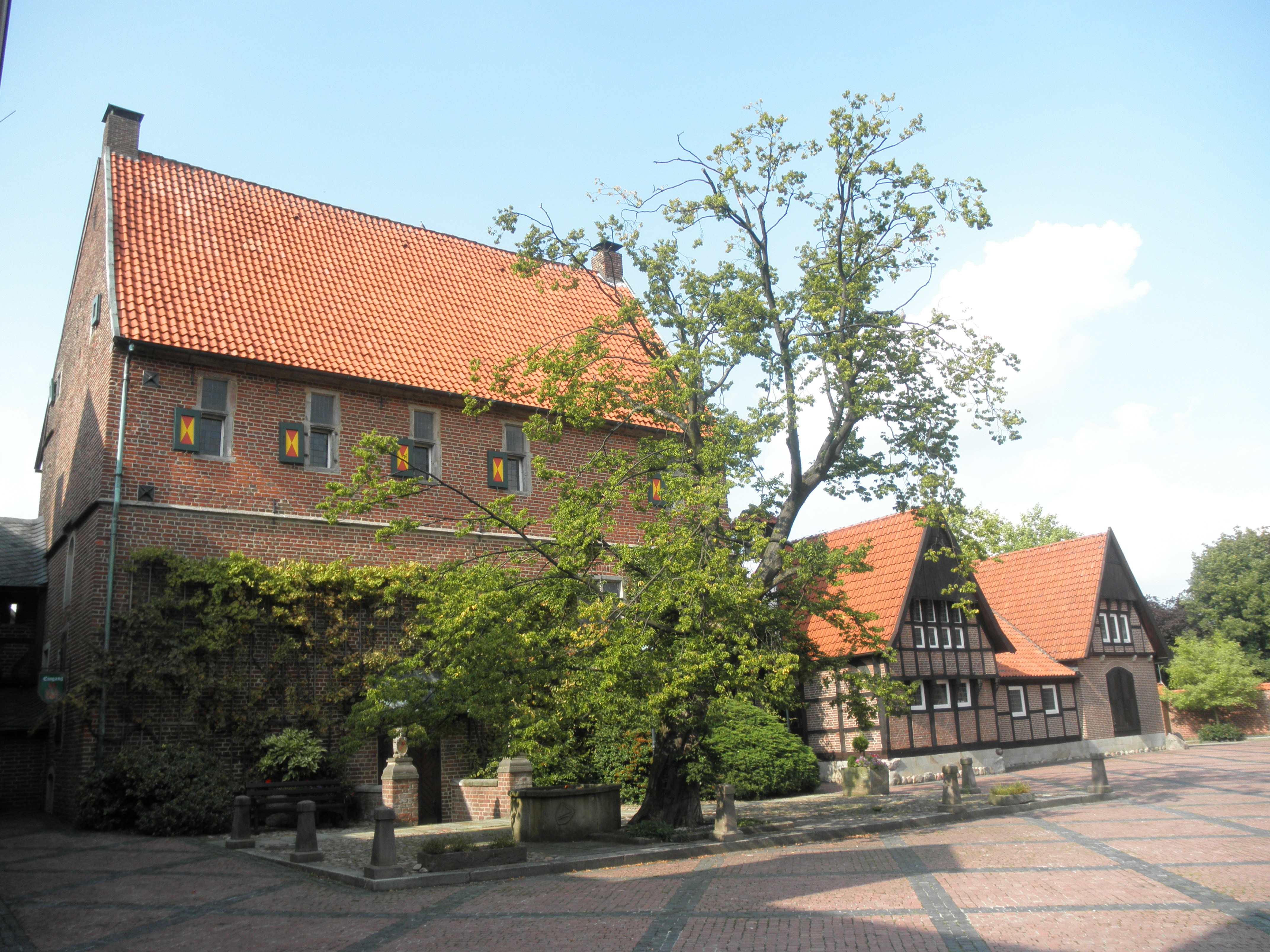
Burgmannshof von Langen/von Westerholt
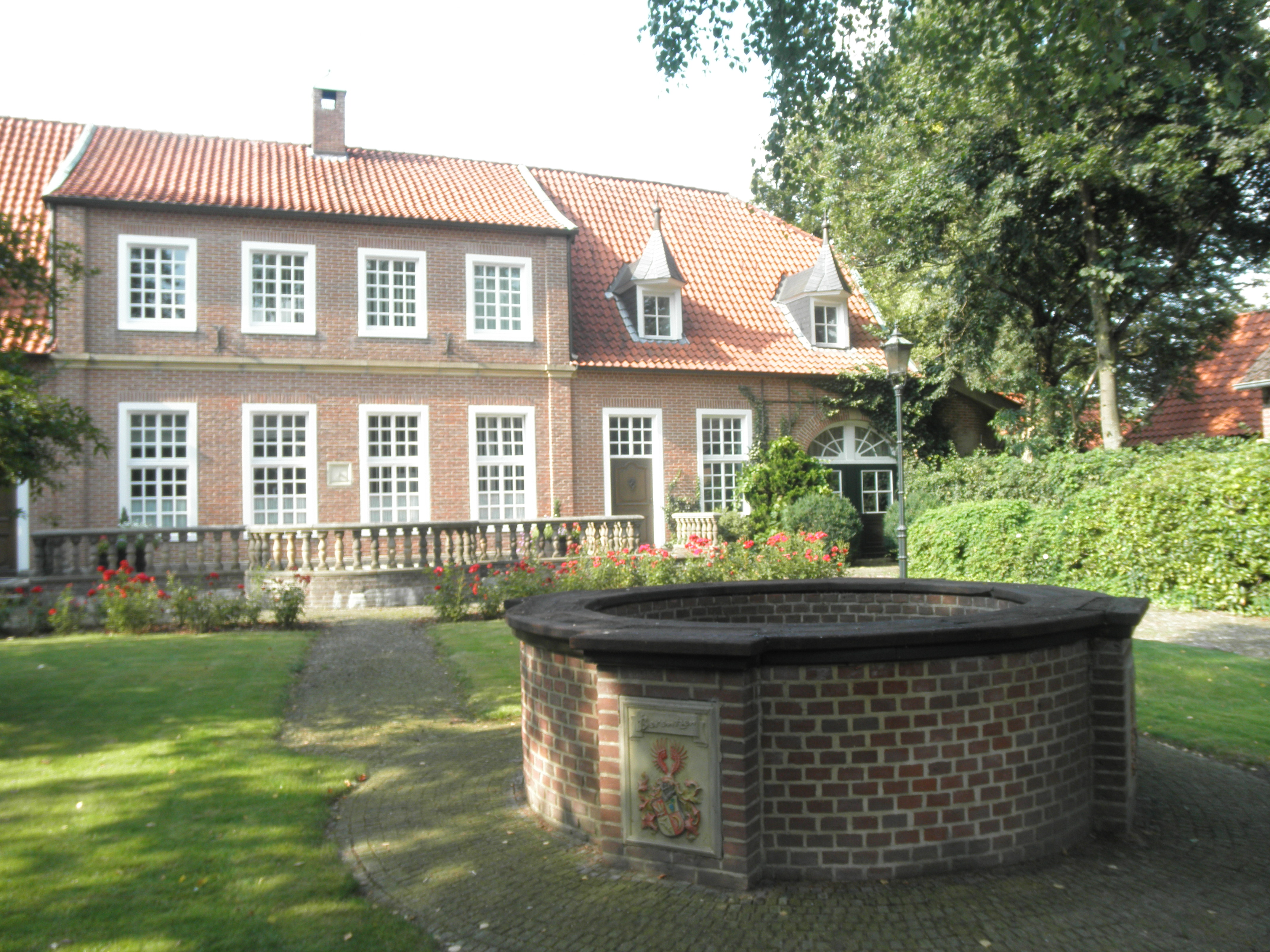
Burgmannshof von Dwingelo
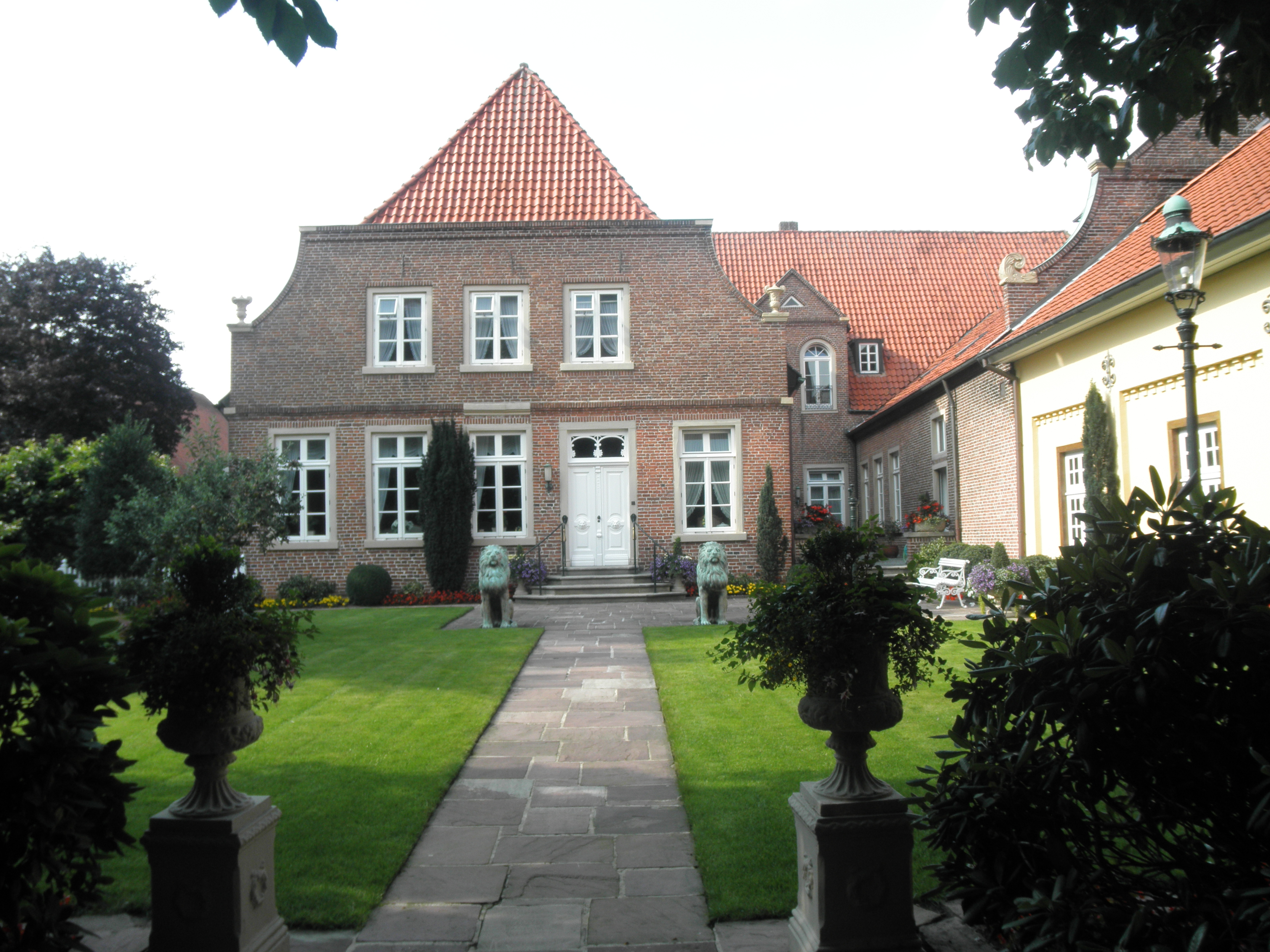
Burgmannshof von Hüntel
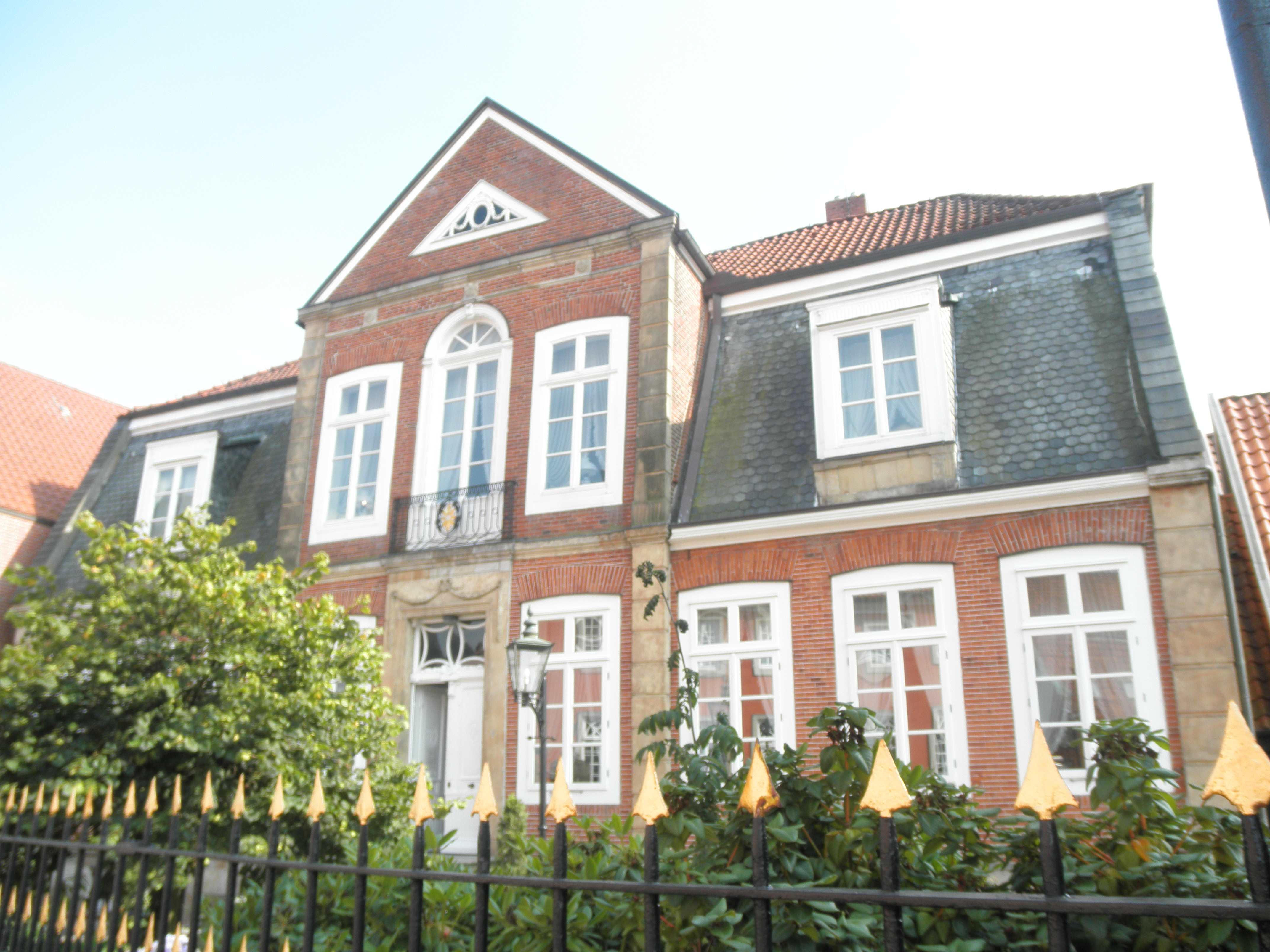
Burgmannshof Lindenberg
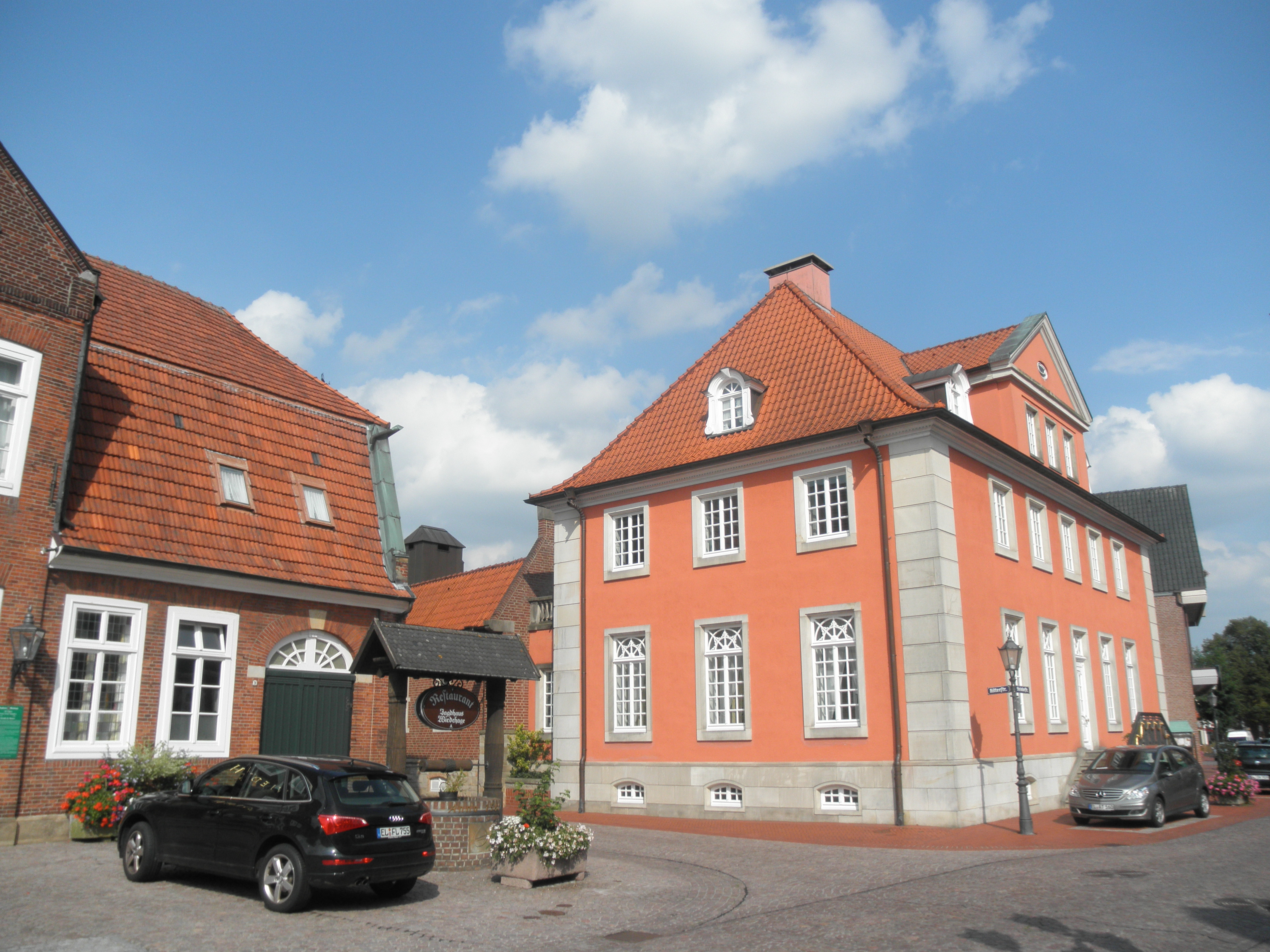
Burgmannshof von Langen-Kreyenborg (Hotel Jagdhaus Wiedehage)
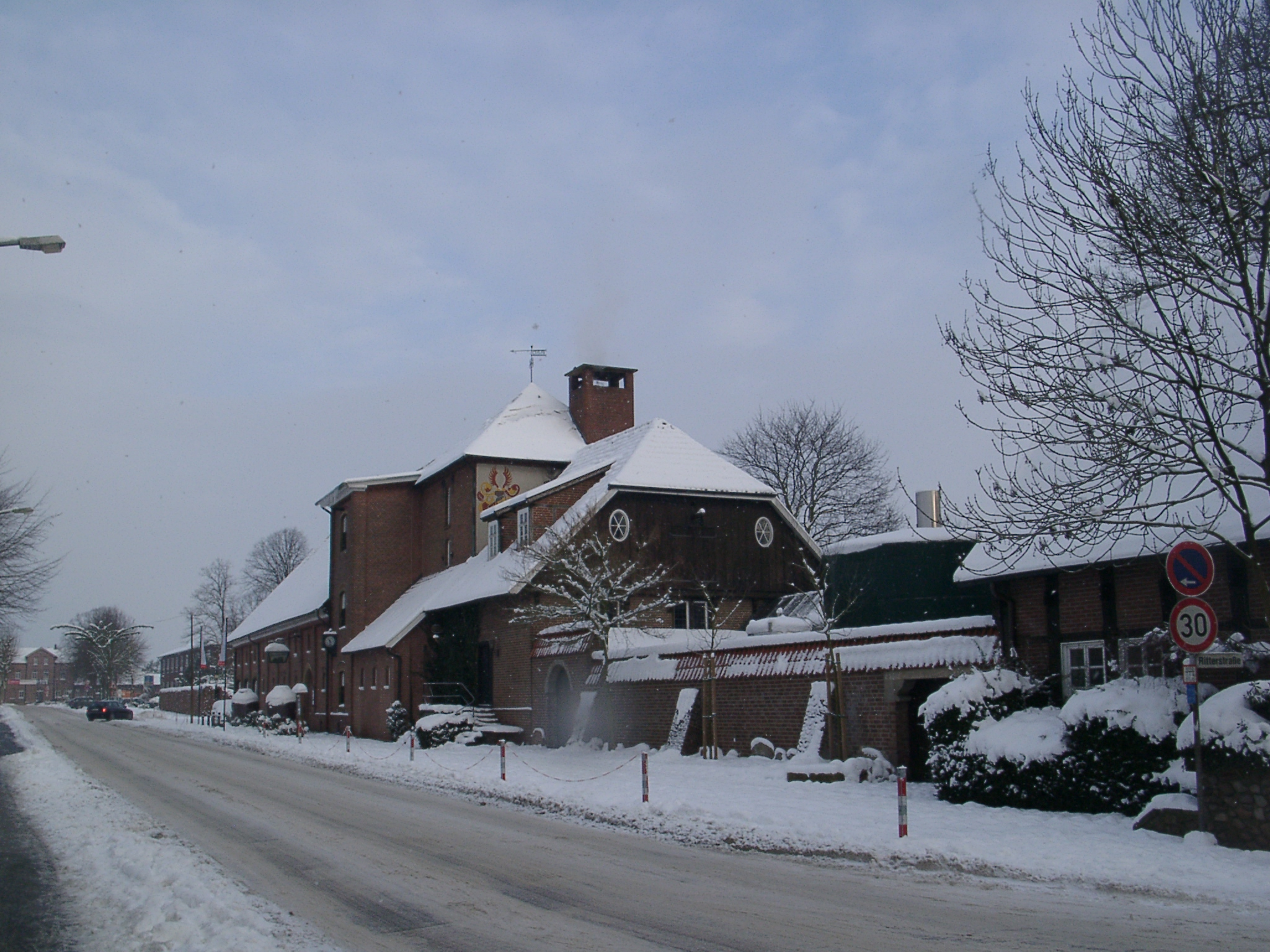
Bentinck-Hof (Brennereimuseum Haselünne)

Nach mehreren Stadtbränden (1733, 1751, 1798, 1849) und umfangreichen Sanierungsmaßnahmen sind in der Innenstadt nur noch wenige ältere Wohnbauten vorhanden. Ehemals dürften eingeschossige Fachwerk-Dielenhäuser mit über Knaggen vorkragenden Giebeln vorherrschend gewesen sein, wie sie heute in ähnlicher Form noch in Quakenbrück mehrfach anzutreffen sind. Einen recht guten Eindruck von dieser Bauweise vermittelt das Haus Nonnenwall 3, das als eines der wenigen noch über sein Dielentor verfügt. Nach der Torbalkeninschrift entstand es unmittelbar nach einem Stadtbrand:
Erwähnenswert sind ferner das Gasthaus „Zum alten Bock“, Petersilienstraße 23 von 1698 und Nr. 27 von 1751 (stark erneuert). In späterer Zeit wurden die Fachwerkbauten vielfach mit Backsteinfronten versehen, so dass diese heute als Massivbauten erscheinen. Ein Blick in die Traufgassen verrät aber oft noch den älteren Fachwerk-Kern. Der Stadtbrand von 1849, der weite Teile der Innenstadt erfasste, hat das Bild Haselünnes entscheidend verändert. Im Zuge des anschließenden Wiederaufbaus, den der aus der Stadt stammende Architekt Josef Niehaus durchführte, wurde u. a. die Marktstraße erheblich umgestaltet. Der Zuschnitt der Grundstücke wurde hier ebenso verändert, wie die Straßenbreite. Niehaus brach mit der giebelständigen Tradition und errichtete in der nahen Hasestraße etliche traufständige Backsteinbauten. Hierzu gehört das Vehmeyersche Haus, Hasestraße 25, das er 1851 für einen Verwandten schuf. Heute wird die Innenstadt an vielen Stellen von klinkerverblendeten, mehrgeschossigen Neubauten geprägt, die die eingeschossigen Wohnhäuser zunehmend verdrängen. Bei der historisch anmutenden Baugruppe Petersilienstraße 17–21 gegenüber von St. Vincentius handelt es sich ausnahmslos um Massivbauten, denen Pseudofachwerk vorgeblendet wurde. Sie entstanden erst seit den späten 1970er Jahren.

### Weitere Sehenswürdigkeiten
Verschiedene Brunnen der Stadt werden seit 2006 von Haselünner Grundschülern in sogenannte Osterbrunnen verwandelt.

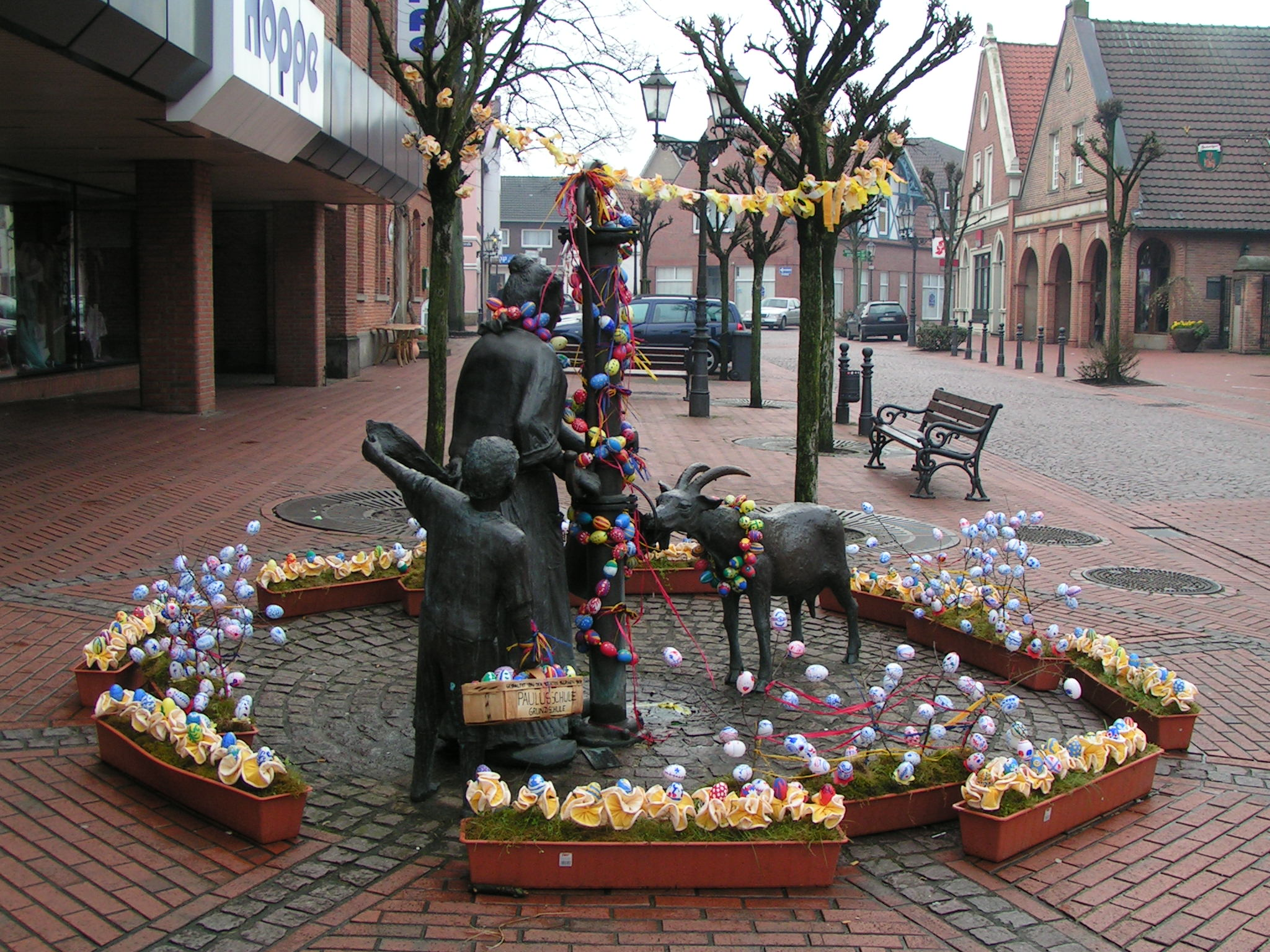
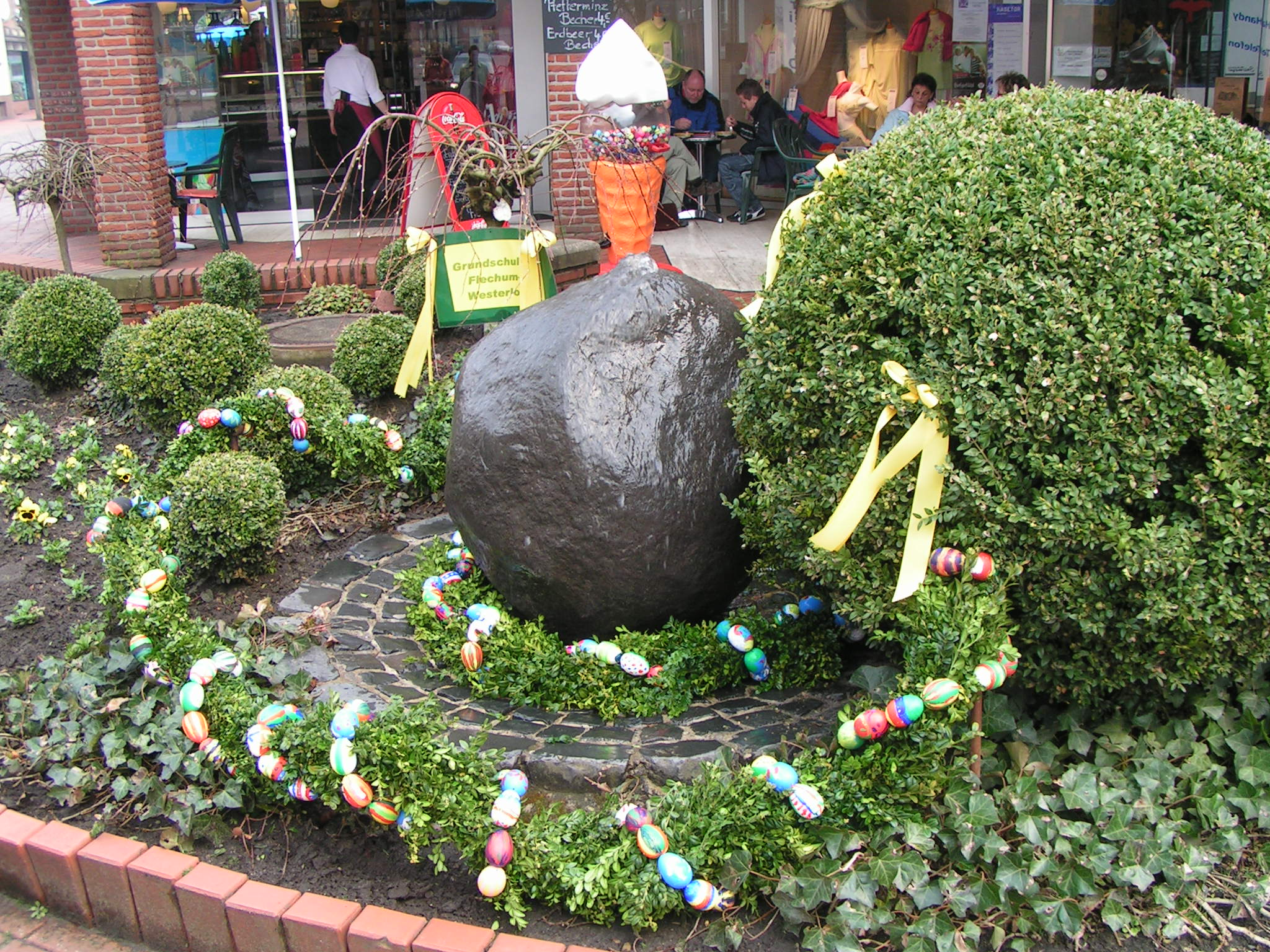
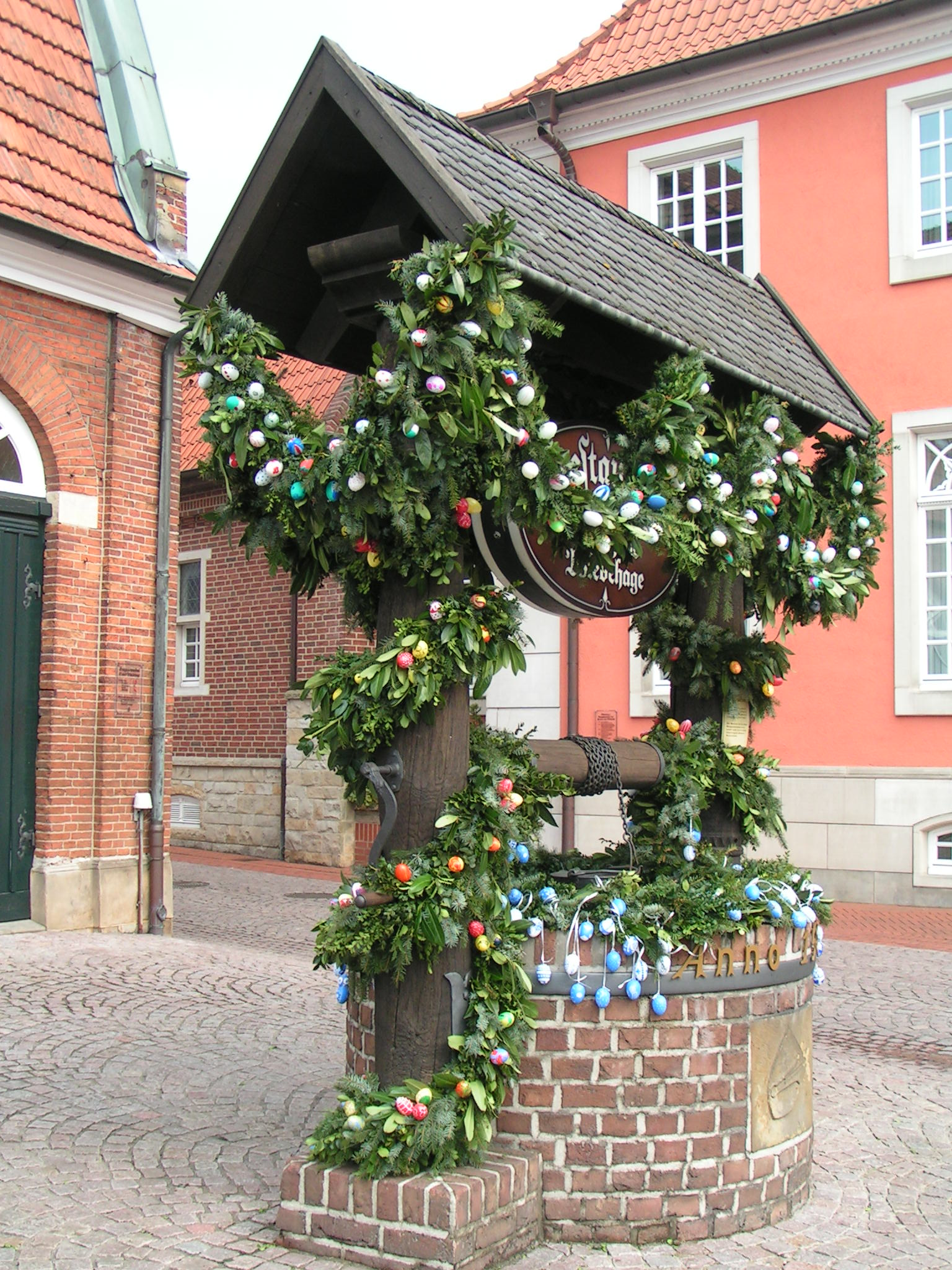
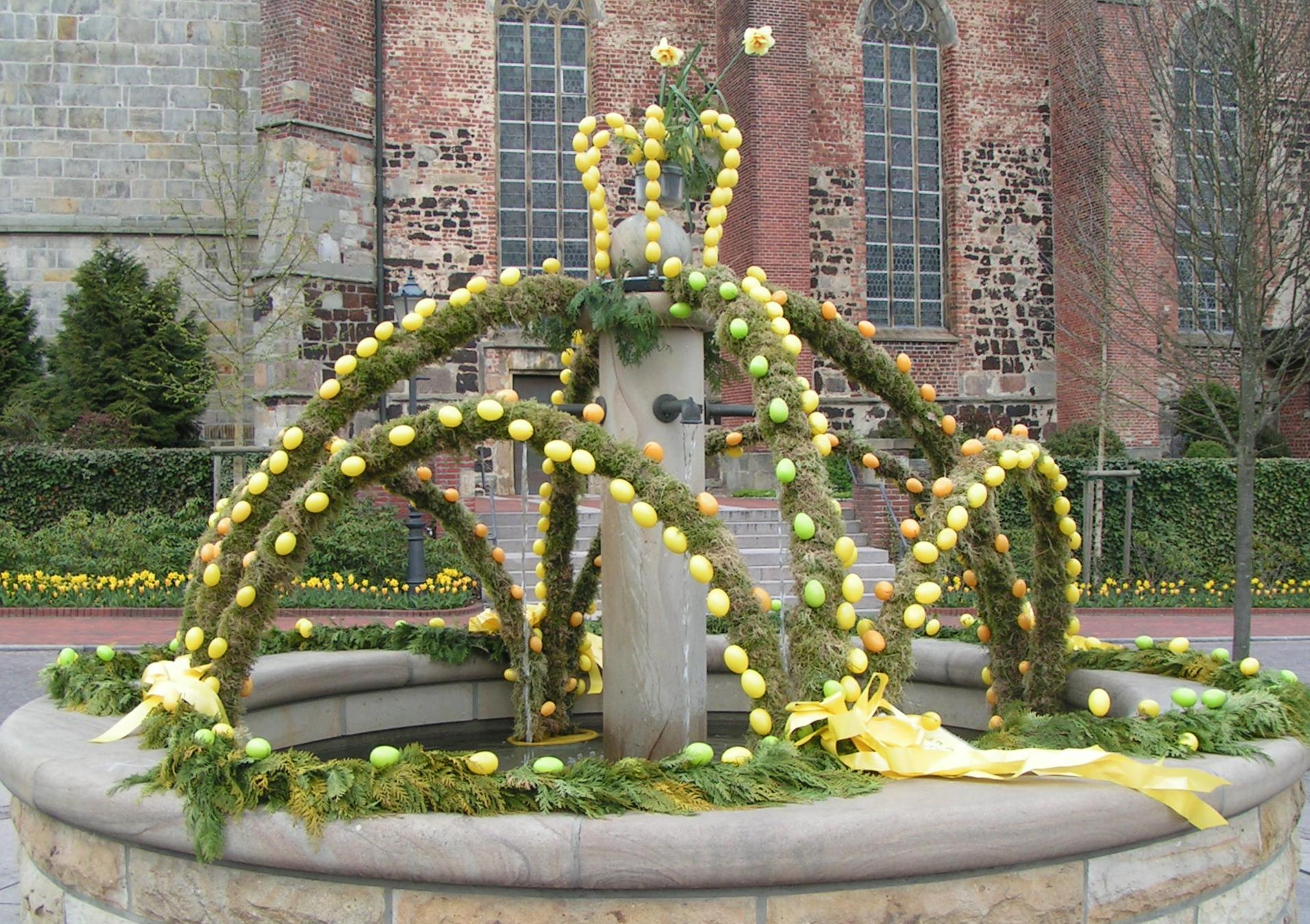

- Eisenskulptur „Radfahrer“ von Joe Siewe (Station der Hasetaler Kunstroute)
- Bückelter Kapelle

### Naturschutzgebiete
- Auf Troendoj
- Dörgener Moor
- Langenberger Moor
- Natura 2000–Naturschutzgebiet in der unteren Haseniederung (in dem 2017 ausgewiesenen Naturschutzgebiet sind die bisherigen Naturschutzgebiete Hase-Insel und Hase-Altarm, Hasealtarm bei Wester, Haselünner Kuhweide als größter zusammenhängender Wacholderhain in Nordwestdeutschland, Koppelwiesen, Lahrer Moor und Negengehren aufgegangen)
- Schweinefehn
- Stadtveen

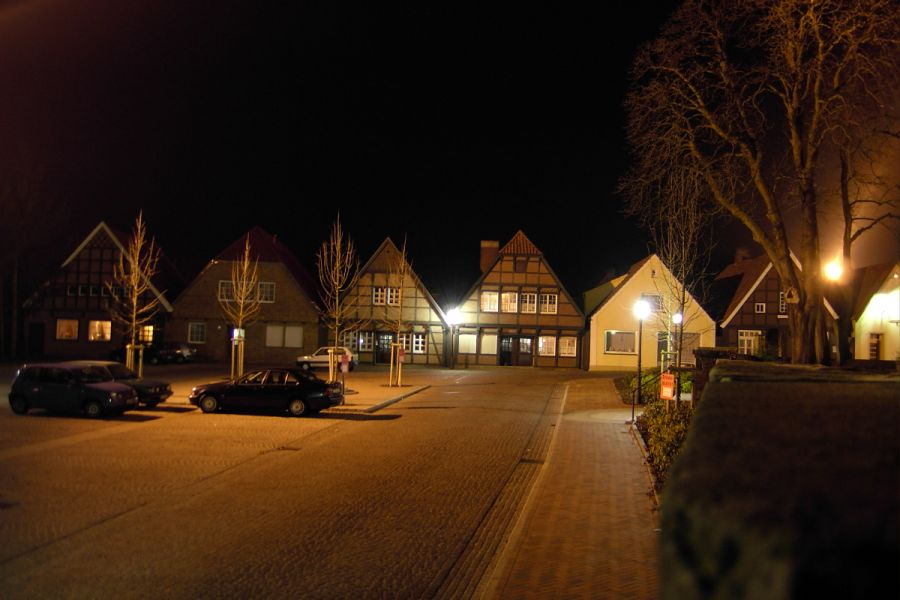
Hofstätte in Haselünne
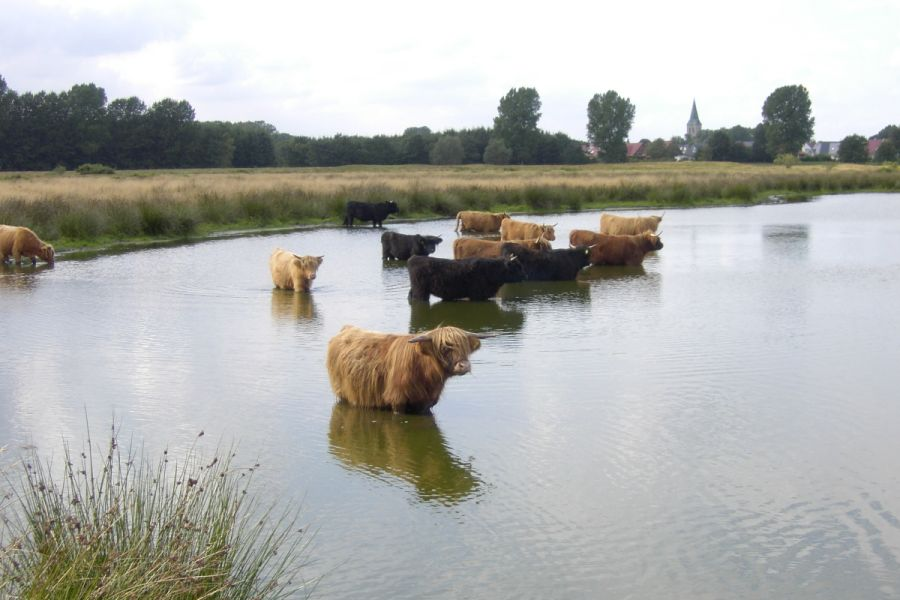
Schottische Hochlandrinder im Wacholderhain
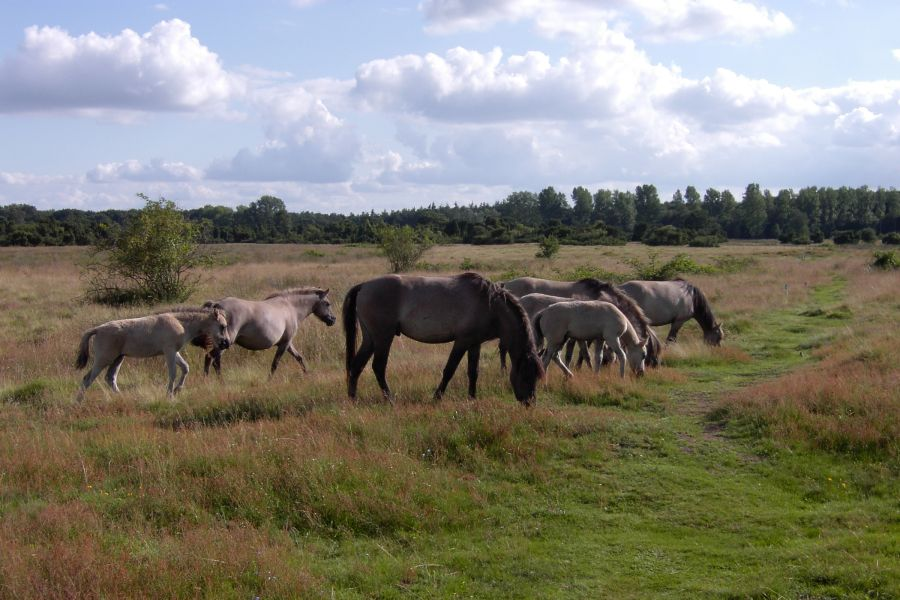
Heckpferde im Wacholderhain

### Sport
Der Haselünner SV von 1920 e. V., auch „kleiner“ HSV genannt, wurde 1920 gegründet und bietet die Sportarten Fußball, Handball, Schwimmsport, Volleyball, Turnen, Radsport, Tischtennis, Gymnastik, Leichtathletik und Kegeln. Die erste Fußballmannschaft des Haselünner SV spielt seit der Saison 2016/2017 in der 1. Kreisklasse Mitte die Heimspiele finden im Hasestadion statt.

### Regelmäßige Veranstaltungen
- Haselünner See in Flammen (zweijährlich)
- Korn- und Hansemarkt (zweijährlich immer am zweiten Wochenende im September)
- Kirmes im Oktober (jährlich)
- Altstadtlauf (jährlich)
- Haselünne blüht auf (Frühjahrsmarkt für Handel und Handwerk, zweijährlich)
- Geschmückte Osterbrunnen (jährlich zwei Wochen um Ostern)
- Osterfeuer (jährlich)

## Wirtschaft und Infrastruktur

### Wirtschaft

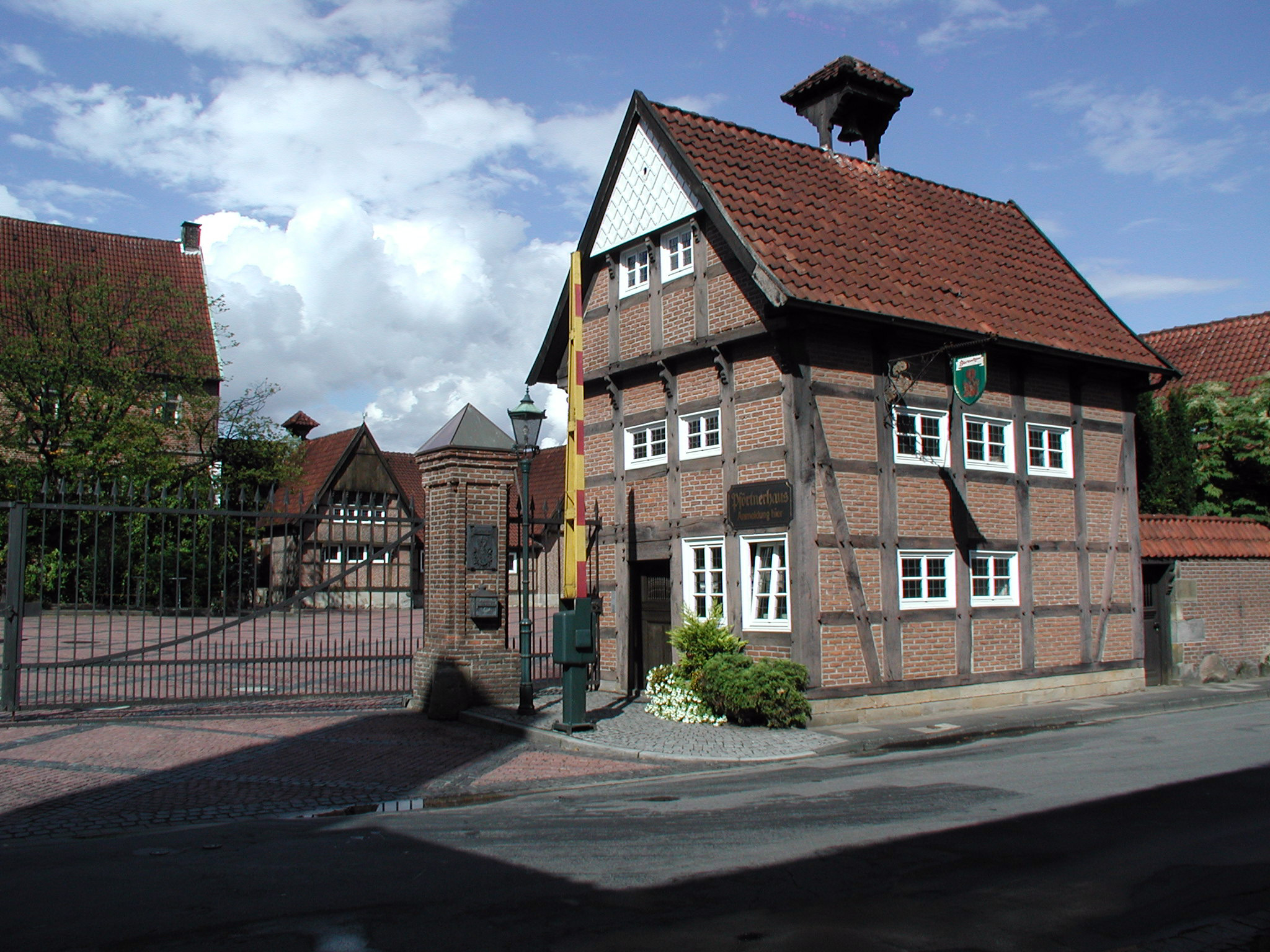
Werkseingang der Brennerei Berentzen

Die wichtigsten Arbeitgeber in Haselünne sind in der Getränkeindustrie zu finden. So sind im Bereich der Spirituosen vor allem die Firmen Berentzen, Heydt und Rosche und im Bereich der Softdrinks die Firma VivarisGetränke (vormals Emsland Getränke) zu nennen. Ein weiterer wichtiger Arbeitgeber ist die Firma Conditess, ein industrieller Hersteller verschiedener Fertigbackwaren. Eine zunehmende Bedeutung gewinnt seit Jahren der Tourismus.

### Verkehr
Haselünne liegt am Kreuzungspunkt der Bundesstraßen B 213 und B 402.
Die Bundesautobahn A 31 befindet sich hinter Meppen (20 km) in Richtung Emden sowie hinter Lingen (Ems) (30 km) in Richtung Oberhausen.
An das Schienennetz ist Haselünne durch die Strecke Meppen–Essen (Oldenburg) der Emsländischen Eisenbahn angeschlossen, auf der jedoch nur Güter- und Museumsverkehr stattfindet. Busverbindung besteht zum Bahnhof Meppen (Kalmer, alle 30 Minuten). Nach einem Unfall am 31. Juli 2014, bei dem ein Güterzug die Gleisanlage schwer beschädigte, war der Museumsbahnbetrieb vorübergehend eingestellt, wurde aber nach abgeschlossener Reparatur der Gleise 2015 wieder aufgenommen.
Der Radfernweg Hase-Ems-Tour verläuft entlang der Hase. Der Streckenverlauf in ihrem Abschnitt zwischen Bersenbrück und Meppen ist mit dem der Hasetaler Kunstroute identisch. Die Hase kann von Wassersportlern, insbesondere von Kanuten, als Verkehrsweg genutzt werden.

## Persönlichkeiten

### Söhne und Töchter der Stadt
In Haselünne geboren sind folgende Personen:
- Johann-Franz Riccius (1666–1756), Weihbischof von Straßburg
- Karl Immendorf (1692–1752), Jesuit
- Alexander Niehaus (1757–1836), Bürgermeister von Haselünne
- Lambert Hammer (1763–1831), preußischer Landrat des Kreises Münster
- Josef Niehaus (1802–1864), Architekt des Spätklassizismus
- Anton Franz Johann Russell (1824–1878), Reichstags- und Landtagsabgeordneter
- Anton Dreesmann (1854–1934), Gründer der niederländischen Kaufhaus-Kette Vroom & Dreesmann
- Johannes Berentzen (1872–1942), Unternehmer und Politiker
- Heinrich Többen (1880–1951), Rechtsmediziner, forensischer Psychiater und Hochschullehrer
- Elisabeth Keimer (1898–1935), Malerin und Glaskünstlerin der Neuen Sachlichkeit, zudem promovierte Juristin
- Hans Berentzen (1927–2005), Unternehmer (Berentzen-Gruppe AG)
- Friedrich Berentzen (1928–2009), Unternehmer (Berentzen-Gruppe AG)
- Matthias Gatzemeier (* 1937), Philosoph
- Bernhard Robben (* 1955), Übersetzer
- Tobias Sudhoff (* 1972), Kabarettist, Jazzmusiker und Autor
- Said Bahaji (1975–2013), mutmaßlicher islamistischer Terrorist und mutmaßliches Mitglied der Hamburger Terrorzelle, die an den Terroranschlägen am 11. September 2001 in den USA beteiligt war
- Lara Evers (* 1975), Politikerin (CDU)
- Tobias Goldschmidt (* 1981), Politiker (Bündnis 90/Die Grünen)
- Daniel Pape (* 1981), Koch
- Jens Robben (* 1983), Fußballspieler
- Tobias Kroner (* 1985), Speedway-Rennfahrer
- Hendrik Holt (* 1990), Anlagebetrüger und Unternehmer
- Nicolas Breer (* 1992), Politiker (Bündnis 90/Die Grünen)
- Leon Demaj (* 1997), Fußballspieler

### Persönlichkeiten, die in dieser Stadt gewirkt haben
Auf andere Weise mit Haselünne verbunden sind folgende Personen:
- Dodo Freiherr zu Innhausen und Knyphausen (1583–1636), Feldherr im Dreißigjährigen Krieg, fiel am 1. Januar 1636 in der Schlacht bei Haselünne.
- Wilhelm Anton Riedemann (1832–1920), Ehrenbürger der Stadt Meppen, Erfinder des ersten Tankschiffes, Mitbegründer von Exxon-Mobil.
- Tonio Bödiker (1843–1907), preußischer Staatsmann und erster Präsident des Reichsversicherungsamtes, geboren in Meppen, verbrachte seine Kindheit in Haselünne.
- Wilhelm Guddorf (1902–1943), Journalist und Widerstandskämpfer im Dritten Reich, verbrachte seine Schulzeit zum Teil in Haselünne.
- Horst Janssen (1929–1995), 1942 Schüler der Nationalpolitischen Erziehungsanstalt „Emsland“ in Haselünne